# فهرست سیارک‌ها (۱۲۹۰۰۱–۱۳۰۰۰۱)
فهرست سیارک‌ها (۱۲۹۰۰۱ - ۱۳۰۰۰۱) فهرست سیارک‌ها از ۱۲۹۰۰۱ تا ۱۳۰۰۰۱ است.
| نام    | نام انگلیسی  | تاریخ کشف       |
| ------ | ------------ | --------------- |
| ۱۲۹۰۰۱ | 2004 TY247   | ۷ اکتبر ۲۰۰۴    |
| ۱۲۹۰۰۲ | 2004 TR256   | ۹ اکتبر ۲۰۰۴    |
| ۱۲۹۰۰۳ | 2004 TJ268   | ۹ اکتبر ۲۰۰۴    |
| ۱۲۹۰۰۴ | 2004 TS286   | ۹ اکتبر ۲۰۰۴    |
| ۱۲۹۰۰۵ | 2004 TK291   | ۱۰ اکتبر ۲۰۰۴   |
| ۱۲۹۰۰۶ | 2004 TV294   | ۱۰ اکتبر ۲۰۰۴   |
| ۱۲۹۰۰۷ | 2004 TP296   | ۱۰ اکتبر ۲۰۰۴   |
| ۱۲۹۰۰۸ | 2004 TV296   | ۱۰ اکتبر ۲۰۰۴   |
| ۱۲۹۰۰۹ | 2004 TT302   | ۹ اکتبر ۲۰۰۴    |
| ۱۲۹۰۱۰ | 2004 TB303   | ۹ اکتبر ۲۰۰۴    |
| ۱۲۹۰۱۱ | 2004 TG306   | ۱۰ اکتبر ۲۰۰۴   |
| ۱۲۹۰۱۲ | 2004 TM307   | ۱۰ اکتبر ۲۰۰۴   |
| ۱۲۹۰۱۳ | 2004 TX310   | ۱۰ اکتبر ۲۰۰۴   |
| ۱۲۹۰۱۴ | 2004 TE317   | ۱۱ اکتبر ۲۰۰۴   |
| ۱۲۹۰۱۵ | 2004 TJ321   | ۱۱ اکتبر ۲۰۰۴   |
| ۱۲۹۰۱۶ | 2004 TS321   | ۱۱ اکتبر ۲۰۰۴   |
| ۱۲۹۰۱۷ | 2004 TD324   | ۱۱ اکتبر ۲۰۰۴   |
| ۱۲۹۰۱۸ | 2004 TF324   | ۱۱ اکتبر ۲۰۰۴   |
| ۱۲۹۰۱۹ | 2004 TS325   | ۱۳ اکتبر ۲۰۰۴   |
| ۱۲۹۰۲۰ | 2004 TL328   | ۴ اکتبر ۲۰۰۴    |
| ۱۲۹۰۲۱ | 2004 TS330   | ۹ اکتبر ۲۰۰۴    |
| ۱۲۹۰۲۲ | 2004 TM335   | ۱۰ اکتبر ۲۰۰۴   |
| ۱۲۹۰۲۳ | 2004 TB336   | ۱۰ اکتبر ۲۰۰۴   |
| ۱۲۹۰۲۴ | 2004 TA339   | ۱۲ اکتبر ۲۰۰۴   |
| ۱۲۹۰۲۵ | 2004 TX343   | ۱۴ اکتبر ۲۰۰۴   |
| ۱۲۹۰۲۶ | 2004 TE345   | ۱۵ اکتبر ۲۰۰۴   |
| ۱۲۹۰۲۷ | 2004 TJ345   | ۱۵ اکتبر ۲۰۰۴   |
| ۱۲۹۰۲۸ | 2004 TR346   | ۱۵ اکتبر ۲۰۰۴   |
| ۱۲۹۰۲۹ | 2004 TQ348   | ۷ اکتبر ۲۰۰۴    |
| ۱۲۹۰۳۰ | 2004 TR349   | ۹ اکتبر ۲۰۰۴    |
| ۱۲۹۰۳۱ | 2004 TW349   | ۹ اکتبر ۲۰۰۴    |
| ۱۲۹۰۳۲ | 2004 TS356   | ۱۴ اکتبر ۲۰۰۴   |
| ۱۲۹۰۳۳ | 2004 TV356   | ۱۴ اکتبر ۲۰۰۴   |
| ۱۲۹۰۳۴ | 2004 TH360   | ۱۰ اکتبر ۲۰۰۴   |
| ۱۲۹۰۳۵ | 2004 US2     | ۱۸ اکتبر ۲۰۰۴   |
| ۱۲۹۰۳۶ | 2004 UC4     | ۱۶ اکتبر ۲۰۰۴   |
| ۱۲۹۰۳۷ | 2004 UL4     | ۱۶ اکتبر ۲۰۰۴   |
| ۱۲۹۰۳۸ | 2004 UY4     | ۱۶ اکتبر ۲۰۰۴   |
| ۱۲۹۰۳۹ | 2004 UC5     | ۱۸ اکتبر ۲۰۰۴   |
| ۱۲۹۰۴۰ | 2004 UY5     | ۲۰ اکتبر ۲۰۰۴   |
| ۱۲۹۰۴۱ | 2004 UV7     | ۲۱ اکتبر ۲۰۰۴   |
| ۱۲۹۰۴۲ | 2004 VF2     | ۲ نوامبر ۲۰۰۴   |
| ۱۲۹۰۴۳ | 2004 VN3     | ۳ نوامبر ۲۰۰۴   |
| ۱۲۹۰۴۴ | 2004 VW3     | ۳ نوامبر ۲۰۰۴   |
| ۱۲۹۰۴۵ | 2004 VR4     | ۳ نوامبر ۲۰۰۴   |
| ۱۲۹۰۴۶ | 2004 VY4     | ۳ نوامبر ۲۰۰۴   |
| ۱۲۹۰۴۷ | 2004 VR5     | ۳ نوامبر ۲۰۰۴   |
| ۱۲۹۰۴۸ | 2004 VV5     | ۳ نوامبر ۲۰۰۴   |
| ۱۲۹۰۴۹ | 2004 VQ6     | ۳ نوامبر ۲۰۰۴   |
| ۱۲۹۰۵۰ | 2004 VW9     | ۳ نوامبر ۲۰۰۴   |
| ۱۲۹۰۵۱ | 2004 VO10    | ۳ نوامبر ۲۰۰۴   |
| ۱۲۹۰۵۲ | 2004 VC11    | ۳ نوامبر ۲۰۰۴   |
| ۱۲۹۰۵۳ | 2004 VP12    | ۳ نوامبر ۲۰۰۴   |
| ۱۲۹۰۵۴ | 2004 VM13    | ۱ نوامبر ۲۰۰۴   |
| ۱۲۹۰۵۵ | 2004 VC16    | ۵ نوامبر ۲۰۰۴   |
| ۱۲۹۰۵۶ | 2004 VQ17    | ۳ نوامبر ۲۰۰۴   |
| ۱۲۹۰۵۷ | 2004 VL18    | ۴ نوامبر ۲۰۰۴   |
| ۱۲۹۰۵۸ | 2004 VQ18    | ۴ نوامبر ۲۰۰۴   |
| ۱۲۹۰۵۹ | 2004 VS18    | ۴ نوامبر ۲۰۰۴   |
| ۱۲۹۰۶۰ | 2004 VH21    | ۴ نوامبر ۲۰۰۴   |
| ۱۲۹۰۶۱ | 2004 VM22    | ۴ نوامبر ۲۰۰۴   |
| ۱۲۹۰۶۲ | 2004 VL25    | ۴ نوامبر ۲۰۰۴   |
| ۱۲۹۰۶۳ | 2004 VF26    | ۴ نوامبر ۲۰۰۴   |
| ۱۲۹۰۶۴ | 2004 VT26    | ۴ نوامبر ۲۰۰۴   |
| ۱۲۹۰۶۵ | 2004 VV27    | ۵ نوامبر ۲۰۰۴   |
| ۱۲۹۰۶۶ | 2004 VY28    | ۷ نوامبر ۲۰۰۴   |
| ۱۲۹۰۶۷ | 2004 VD31    | ۳ نوامبر ۲۰۰۴   |
| ۱۲۹۰۶۸ | 2004 VU52    | ۴ نوامبر ۲۰۰۴   |
| ۱۲۹۰۶۹ | 2004 VD53    | ۵ نوامبر ۲۰۰۴   |
| ۱۲۹۰۷۰ | 2004 VV53    | ۷ نوامبر ۲۰۰۴   |
| ۱۲۹۰۷۱ | 2004 VF54    | ۳ نوامبر ۲۰۰۴   |
| ۱۲۹۰۷۲ | 2004 VD57    | ۵ نوامبر ۲۰۰۴   |
| ۱۲۹۰۷۳ | 2004 VP59    | ۹ نوامبر ۲۰۰۴   |
| ۱۲۹۰۷۴ | 2004 VE61    | ۵ نوامبر ۲۰۰۴   |
| ۱۲۹۰۷۵ | 2004 VA62    | ۶ نوامبر ۲۰۰۴   |
| ۱۲۹۰۷۶ | 2004 VB62    | ۶ نوامبر ۲۰۰۴   |
| ۱۲۹۰۷۷ | 2004 VC62    | ۶ نوامبر ۲۰۰۴   |
| ۱۲۹۰۷۸ | Animoo       | ۸ نوامبر ۲۰۰۴   |
| ۱۲۹۰۷۹ | 2004 VZ70    | ۷ نوامبر ۲۰۰۴   |
| ۱۲۹۰۸۰ | 2004 VM73    | ۶ نوامبر ۲۰۰۴   |
| ۱۲۹۰۸۱ | 2004 VH75    | ۱۴ نوامبر ۲۰۰۴  |
| ۱۲۹۰۸۲ | 2004 VK76    | ۱۲ نوامبر ۲۰۰۴  |
| ۱۲۹۰۸۳ | 2004 VC80    | ۳ نوامبر ۲۰۰۴   |
| ۱۲۹۰۸۴ | 2004 VM88    | ۱۱ نوامبر ۲۰۰۴  |
| ۱۲۹۰۸۵ | 2004 VY88    | ۱۱ نوامبر ۲۰۰۴  |
| ۱۲۹۰۸۶ | 2004 VK89    | ۱۱ نوامبر ۲۰۰۴  |
| ۱۲۹۰۸۷ | 2004 VW90    | ۳ نوامبر ۲۰۰۴   |
| ۱۲۹۰۸۸ | 2004 VE91    | ۳ نوامبر ۲۰۰۴   |
| ۱۲۹۰۸۹ | 2004 VX91    | ۳ نوامبر ۲۰۰۴   |
| ۱۲۹۰۸۹ | 2004 WB      | ۱۷ نوامبر ۲۰۰۴  |
| ۱۲۹۰۹۱ | 2004 WE5     | ۱۸ نوامبر ۲۰۰۴  |
| ۱۲۹۰۹۲ | Snowdonia    | ۱۹ نوامبر ۲۰۰۴  |
| ۱۲۹۰۹۳ | 2004 WR10    | ۱۹ نوامبر ۲۰۰۴  |
| ۱۲۹۰۹۳ | 2004 XZ      | ۱ دسامبر ۲۰۰۴   |
| ۱۲۹۰۹۵ | 2004 XC1     | ۱ دسامبر ۲۰۰۴   |
| ۱۲۹۰۹۶ | 2004 XU1     | ۱ دسامبر ۲۰۰۴   |
| ۱۲۹۰۹۷ | 2004 XX1     | ۱ دسامبر ۲۰۰۴   |
| ۱۲۹۰۹۸ | 2004 XQ2     | ۱ دسامبر ۲۰۰۴   |
| ۱۲۹۰۹۹ | Spoelhof     | ۳ دسامبر ۲۰۰۴   |
| ۱۲۹۱۰۰ | 2004 XY4     | ۲ دسامبر ۲۰۰۴   |
| ۱۲۹۱۰۱ | Geoffcollyer | ۹ دسامبر ۲۰۰۴   |
| ۱۲۹۱۰۲ | 2004 XO9     | ۲ دسامبر ۲۰۰۴   |
| ۱۲۹۱۰۳ | 2004 XG15    | ۸ دسامبر ۲۰۰۴   |
| ۱۲۹۱۰۴ | 2004 XW17    | ۷ دسامبر ۲۰۰۴   |
| ۱۲۹۱۰۵ | 2004 XT20    | ۸ دسامبر ۲۰۰۴   |
| ۱۲۹۱۰۶ | 2004 XD21    | ۸ دسامبر ۲۰۰۴   |
| ۱۲۹۱۰۷ | 2004 XH21    | ۸ دسامبر ۲۰۰۴   |
| ۱۲۹۱۰۸ | 2004 XO24    | ۹ دسامبر ۲۰۰۴   |
| ۱۲۹۱۰۹ | 2004 XF32    | ۱۰ دسامبر ۲۰۰۴  |
| ۱۲۹۱۱۰ | 2004 XM40    | ۱۰ دسامبر ۲۰۰۴  |
| ۱۲۹۱۱۱ | 2004 XE48    | ۱۰ دسامبر ۲۰۰۴  |
| ۱۲۹۱۱۲ | 2004 XZ59    | ۱۲ دسامبر ۲۰۰۴  |
| ۱۲۹۱۱۳ | 2004 XT63    | ۲ دسامبر ۲۰۰۴   |
| ۱۲۹۱۱۴ | 2004 XZ72    | ۹ دسامبر ۲۰۰۴   |
| ۱۲۹۱۱۵ | 2004 XE79    | ۱۰ دسامبر ۲۰۰۴  |
| ۱۲۹۱۱۶ | 2004 XN102   | ۱۲ دسامبر ۲۰۰۴  |
| ۱۲۹۱۱۷ | 2004 XZ105   | ۱۱ دسامبر ۲۰۰۴  |
| ۱۲۹۱۱۸ | 2004 XP109   | ۱۳ دسامبر ۲۰۰۴  |
| ۱۲۹۱۱۹ | 2004 XA111   | ۱۴ دسامبر ۲۰۰۴  |
| ۱۲۹۱۲۰ | 2004 XS120   | ۱۴ دسامبر ۲۰۰۴  |
| ۱۲۹۱۲۱ | 2004 XS123   | ۱۰ دسامبر ۲۰۰۴  |
| ۱۲۹۱۲۲ | 2004 XA126   | ۱۱ دسامبر ۲۰۰۴  |
| ۱۲۹۱۲۳ | 2004 XY142   | ۹ دسامبر ۲۰۰۴   |
| ۱۲۹۱۲۴ | 2004 XB144   | ۱۲ دسامبر ۲۰۰۴  |
| ۱۲۹۱۲۵ | 2004 XA162   | ۱۵ دسامبر ۲۰۰۴  |
| ۱۲۹۱۲۶ | 2004 XJ165   | ۲ دسامبر ۲۰۰۴   |
| ۱۲۹۱۲۷ | 2004 XA167   | ۲ دسامبر ۲۰۰۴   |
| ۱۲۹۱۲۸ | 2004 XE182   | ۱۴ دسامبر ۲۰۰۴  |
| ۱۲۹۱۲۸ | 2004 YJ      | ۱۷ دسامبر ۲۰۰۴  |
| ۱۲۹۱۳۰ | 2004 YP20    | ۱۸ دسامبر ۲۰۰۴  |
| ۱۲۹۱۳۱ | 2004 YY27    | ۱۷ دسامبر ۲۰۰۴  |
| ۱۲۹۱۳۲ | 2004 YS28    | ۱۶ دسامبر ۲۰۰۴  |
| ۱۲۹۱۳۳ | 2004 YZ31    | ۲۰ دسامبر ۲۰۰۴  |
| ۱۲۹۱۳۴ | 2005 AC5     | ۶ ژانویه ۲۰۰۵   |
| ۱۲۹۱۳۵ | 2005 AD21    | ۶ ژانویه ۲۰۰۵   |
| ۱۲۹۱۳۶ | 2005 AM22    | ۷ ژانویه ۲۰۰۵   |
| ۱۲۹۱۳۷ | Hippolochos  | ۱۳ ژانویه ۲۰۰۵  |
| ۱۲۹۱۳۸ | 2005 AN38    | ۱۳ ژانویه ۲۰۰۵  |
| ۱۲۹۱۳۹ | 2005 AV48    | ۱۳ ژانویه ۲۰۰۵  |
| ۱۲۹۱۴۰ | 2005 AO50    | ۱۳ ژانویه ۲۰۰۵  |
| ۱۲۹۱۴۱ | 2005 AL57    | ۱۵ ژانویه ۲۰۰۵  |
| ۱۲۹۱۴۲ | 2005 AS60    | ۱۵ ژانویه ۲۰۰۵  |
| ۱۲۹۱۴۳ | 2005 BZ16    | ۱۶ ژانویه ۲۰۰۵  |
| ۱۲۹۱۴۴ | 2005 BP25    | ۱۸ ژانویه ۲۰۰۵  |
| ۱۲۹۱۴۴ | 2005 CE      | ۱ فوریه ۲۰۰۵    |
| ۱۲۹۱۴۶ | 2005 CF38    | ۴ فوریه ۲۰۰۵    |
| ۱۲۹۱۴۷ | 2005 CY70    | ۱ فوریه ۲۰۰۵    |
| ۱۲۹۱۴۸ | 2005 ET49    | ۳ مارس ۲۰۰۵     |
| ۱۲۹۱۴۹ | 2005 EP51    | ۳ مارس ۲۰۰۵     |
| ۱۲۹۱۵۰ | 2005 EF93    | ۸ مارس ۲۰۰۵     |
| ۱۲۹۱۵۱ | 2005 EE99    | ۳ مارس ۲۰۰۵     |
| ۱۲۹۱۵۲ | 2005 EQ133   | ۹ مارس ۲۰۰۵     |
| ۱۲۹۱۵۳ | 2005 EL140   | ۱۰ مارس ۲۰۰۵    |
| ۱۲۹۱۵۴ | 2005 EG188   | ۱۰ مارس ۲۰۰۵    |
| ۱۲۹۱۵۵ | 2005 EV260   | ۱۲ مارس ۲۰۰۵    |
| ۱۲۹۱۵۶ | 2005 EN264   | ۱۳ مارس ۲۰۰۵    |
| ۱۲۹۱۵۷ | 2005 ET305   | ۱۰ مارس ۲۰۰۵    |
| ۱۲۹۱۵۸ | 2005 FD8     | ۳۰ مارس ۲۰۰۵    |
| ۱۲۹۱۵۹ | 2005 GS16    | ۲ آوریل ۲۰۰۵    |
| ۱۲۹۱۶۰ | 2005 GH41    | ۵ آوریل ۲۰۰۵    |
| ۱۲۹۱۶۱ | 2005 GP64    | ۲ آوریل ۲۰۰۵    |
| ۱۲۹۱۶۲ | 2005 GF65    | ۲ آوریل ۲۰۰۵    |
| ۱۲۹۱۶۳ | 2005 GX69    | ۴ آوریل ۲۰۰۵    |
| ۱۲۹۱۶۴ | 2005 GE97    | ۷ آوریل ۲۰۰۵    |
| ۱۲۹۱۶۵ | 2005 GP113   | ۹ آوریل ۲۰۰۵    |
| ۱۲۹۱۶۶ | 2005 GX161   | ۱۴ آوریل ۲۰۰۵   |
| ۱۲۹۱۶۷ | 2005 JZ18    | ۴ مه ۲۰۰۵       |
| ۱۲۹۱۶۸ | 2005 JR27    | ۳ مه ۲۰۰۵       |
| ۱۲۹۱۶۹ | 2005 JU77    | ۱۰ مه ۲۰۰۵      |
| ۱۲۹۱۷۰ | 2005 JK124   | ۱۱ مه ۲۰۰۵      |
| ۱۲۹۱۷۱ | 2005 JE132   | ۱۳ مه ۲۰۰۵      |
| ۱۲۹۱۷۲ | 2005 JP137   | ۱۳ مه ۲۰۰۵      |
| ۱۲۹۱۷۳ | 2005 JG139   | ۱۳ مه ۲۰۰۵      |
| ۱۲۹۱۷۴ | 2005 JK179   | ۱۴ مه ۲۰۰۵      |
| ۱۲۹۱۷۵ | 2005 KT11    | ۳۰ مه ۲۰۰۵      |
| ۱۲۹۱۷۶ | 2005 LM2     | ۲ ژوئن ۲۰۰۵     |
| ۱۲۹۱۷۷ | 2005 LN2     | ۲ ژوئن ۲۰۰۵     |
| ۱۲۹۱۷۸ | 2005 LK6     | ۴ ژوئن ۲۰۰۵     |
| ۱۲۹۱۷۹ | 2005 LN15    | ۴ ژوئن ۲۰۰۵     |
| ۱۲۹۱۸۰ | 2005 LB17    | ۶ ژوئن ۲۰۰۵     |
| ۱۲۹۱۸۱ | 2005 LM34    | ۱۰ ژوئن ۲۰۰۵    |
| ۱۲۹۱۸۲ | 2005 LK38    | ۱۱ ژوئن ۲۰۰۵    |
| ۱۲۹۱۸۳ | 2005 LH39    | ۱۱ ژوئن ۲۰۰۵    |
| ۱۲۹۱۸۴ | 2005 LL41    | ۱۲ ژوئن ۲۰۰۵    |
| ۱۲۹۱۸۵ | 2005 LO47    | ۱۴ ژوئن ۲۰۰۵    |
| ۱۲۹۱۸۶ | 2005 LJ48    | ۱۳ ژوئن ۲۰۰۵    |
| ۱۲۹۱۸۷ | 2005 LB50    | ۱۱ ژوئن ۲۰۰۵    |
| ۱۲۹۱۸۸ | 2005 MM4     | ۱۷ ژوئن ۲۰۰۵    |
| ۱۲۹۱۸۹ | 2005 ML8     | ۲۷ ژوئن ۲۰۰۵    |
| ۱۲۹۱۹۰ | 2005 MW12    | ۲۹ ژوئن ۲۰۰۵    |
| ۱۲۹۱۹۱ | 2005 MG15    | ۲۹ ژوئن ۲۰۰۵    |
| ۱۲۹۱۹۲ | 2005 MQ32    | ۲۸ ژوئن ۲۰۰۵    |
| ۱۲۹۱۹۳ | 2005 MU39    | ۲۹ ژوئن ۲۰۰۵    |
| ۱۲۹۱۹۴ | 2005 MS40    | ۳۰ ژوئن ۲۰۰۵    |
| ۱۲۹۱۹۵ | 2005 ML46    | ۲۸ ژوئن ۲۰۰۵    |
| ۱۲۹۱۹۶ | 2005 MV52    | ۳۰ ژوئن ۲۰۰۵    |
| ۱۲۹۱۹۶ | 2005 NC      | ۲ ژوئیه ۲۰۰۵    |
| ۱۲۹۱۹۸ | 2005 NW2     | ۳ ژوئیه ۲۰۰۵    |
| ۱۲۹۱۹۹ | 2005 NK7     | ۲ ژوئیه ۲۰۰۵    |
| ۱۲۹۲۰۰ | 2005 NC9     | ۱ ژوئیه ۲۰۰۵    |
| ۱۲۹۲۰۱ | 2005 NF10    | ۳ ژوئیه ۲۰۰۵    |
| ۱۲۹۲۰۲ | 2005 NO21    | ۱ ژوئیه ۲۰۰۵    |
| ۱۲۹۲۰۳ | 2005 NF28    | ۵ ژوئیه ۲۰۰۵    |
| ۱۲۹۲۰۴ | 2005 NN32    | ۵ ژوئیه ۲۰۰۵    |
| ۱۲۹۲۰۵ | 2005 NP32    | ۵ ژوئیه ۲۰۰۵    |
| ۱۲۹۲۰۶ | 2005 NU32    | ۵ ژوئیه ۲۰۰۵    |
| ۱۲۹۲۰۷ | 2005 ND41    | ۴ ژوئیه ۲۰۰۵    |
| ۱۲۹۲۰۸ | 2005 NO56    | ۵ ژوئیه ۲۰۰۵    |
| ۱۲۹۲۰۹ | 2005 NP60    | ۱۰ ژوئیه ۲۰۰۵   |
| ۱۲۹۲۱۰ | 2005 NZ64    | ۱ ژوئیه ۲۰۰۵    |
| ۱۲۹۲۱۱ | 2005 NC66    | ۱ ژوئیه ۲۰۰۵    |
| ۱۲۹۲۱۲ | 2005 NA69    | ۳ ژوئیه ۲۰۰۵    |
| ۱۲۹۲۱۳ | 2005 NF69    | ۴ ژوئیه ۲۰۰۵    |
| ۱۲۹۲۱۴ | 2005 NW69    | ۴ ژوئیه ۲۰۰۵    |
| ۱۲۹۲۱۵ | 2005 NQ79    | ۹ ژوئیه ۲۰۰۵    |
| ۱۲۹۲۱۶ | 2005 NQ82    | ۱۰ ژوئیه ۲۰۰۵   |
| ۱۲۹۲۱۷ | 2005 NB85    | ۳ ژوئیه ۲۰۰۵    |
| ۱۲۹۲۱۸ | 2005 NP96    | ۷ ژوئیه ۲۰۰۵    |
| ۱۲۹۲۱۹ | 2005 NO99    | ۱۰ ژوئیه ۲۰۰۵   |
| ۱۲۹۲۲۰ | 2005 NK102   | ۱۰ ژوئیه ۲۰۰۵   |
| ۱۲۹۲۲۱ | 2005 OC4     | ۲۶ ژوئیه ۲۰۰۵   |
| ۱۲۹۲۲۲ | 2005 OL12    | ۲۹ ژوئیه ۲۰۰۵   |
| ۱۲۹۲۲۳ | 2005 OQ14    | ۳۱ ژوئیه ۲۰۰۵   |
| ۱۲۹۲۲۴ | 2005 OR14    | ۳۱ ژوئیه ۲۰۰۵   |
| ۱۲۹۲۲۵ | 2005 OV14    | ۳۱ ژوئیه ۲۰۰۵   |
| ۱۲۹۲۲۶ | 2005 OX19    | ۲۸ ژوئیه ۲۰۰۵   |
| ۱۲۹۲۲۷ | 2005 OY20    | ۲۸ ژوئیه ۲۰۰۵   |
| ۱۲۹۲۲۸ | 2005 OM23    | ۳۰ ژوئیه ۲۰۰۵   |
| ۱۲۹۲۲۹ | 2005 PB1     | ۱ اوت ۲۰۰۵      |
| ۱۲۹۲۳۰ | 2005 PX1     | ۱ اوت ۲۰۰۵      |
| ۱۲۹۲۳۱ | 2005 PE2     | ۲ اوت ۲۰۰۵      |
| ۱۲۹۲۳۲ | 2005 PG3     | ۲ اوت ۲۰۰۵      |
| ۱۲۹۲۳۳ | 2005 PH3     | ۲ اوت ۲۰۰۵      |
| ۱۲۹۲۳۴ | Silly        | ۸ اوت ۲۰۰۵      |
| ۱۲۹۲۳۵ | 2005 PS18    | ۱۵ اوت ۲۰۰۵     |
| ۱۲۹۲۳۶ | 2005 PE19    | ۲ اوت ۲۰۰۵      |
| ۱۲۹۲۳۷ | 2005 PJ19    | ۴ اوت ۲۰۰۵      |
| ۱۲۹۲۳۷ | 2005 QV      | ۲۲ اوت ۲۰۰۵     |
| ۱۲۹۲۳۹ | 2005 QD4     | ۲۴ اوت ۲۰۰۵     |
| ۱۲۹۲۴۰ | 2005 QK5     | ۲۲ اوت ۲۰۰۵     |
| ۱۲۹۲۴۱ | 2005 QS13    | ۲۴ اوت ۲۰۰۵     |
| ۱۲۹۲۴۲ | 2005 QB14    | ۲۴ اوت ۲۰۰۵     |
| ۱۲۹۲۴۳ | 2005 QQ18    | ۲۵ اوت ۲۰۰۵     |
| ۱۲۹۲۴۴ | 2005 QC21    | ۲۶ اوت ۲۰۰۵     |
| ۱۲۹۲۴۵ | 2005 QN24    | ۲۷ اوت ۲۰۰۵     |
| ۱۲۹۲۴۶ | 2005 QE25    | ۲۷ اوت ۲۰۰۵     |
| ۱۲۹۲۴۷ | 2005 QJ26    | ۲۷ اوت ۲۰۰۵     |
| ۱۲۹۲۴۸ | 2005 QV33    | ۲۵ اوت ۲۰۰۵     |
| ۱۲۹۲۴۹ | 2005 QQ41    | ۲۶ اوت ۲۰۰۵     |
| ۱۲۹۲۵۰ | 2005 QY41    | ۲۶ اوت ۲۰۰۵     |
| ۱۲۹۲۵۱ | 2005 QA42    | ۲۶ اوت ۲۰۰۵     |
| ۱۲۹۲۵۲ | 2005 QW49    | ۲۶ اوت ۲۰۰۵     |
| ۱۲۹۲۵۳ | 2005 QP66    | ۲۷ اوت ۲۰۰۵     |
| ۱۲۹۲۵۴ | 2005 QU66    | ۲۷ اوت ۲۰۰۵     |
| ۱۲۹۲۵۵ | 2005 QC69    | ۲۸ اوت ۲۰۰۵     |
| ۱۲۹۲۵۶ | 2005 QG70    | ۲۹ اوت ۲۰۰۵     |
| ۱۲۹۲۵۷ | 2005 QL72    | ۲۹ اوت ۲۰۰۵     |
| ۱۲۹۲۵۸ | 2005 QZ74    | ۲۴ اوت ۲۰۰۵     |
| ۱۲۹۲۵۹ | Tapolca      | ۲۵ اوت ۲۰۰۵     |
| ۱۲۹۲۶۰ | 2005 QC84    | ۲۹ اوت ۲۰۰۵     |
| ۱۲۹۲۶۱ | 2005 QM87    | ۳۱ اوت ۲۰۰۵     |
| ۱۲۹۲۶۲ | 2005 QD89    | ۳۱ اوت ۲۰۰۵     |
| ۱۲۹۲۶۳ | 2005 QM95    | ۲۷ اوت ۲۰۰۵     |
| ۱۲۹۲۶۴ | 2005 QS105   | ۲۷ اوت ۲۰۰۵     |
| ۱۲۹۲۶۵ | 2005 QG110   | ۲۷ اوت ۲۰۰۵     |
| ۱۲۹۲۶۶ | 2005 QT112   | ۲۷ اوت ۲۰۰۵     |
| ۱۲۹۲۶۷ | 2005 QF124   | ۲۸ اوت ۲۰۰۵     |
| ۱۲۹۲۶۸ | 2005 QK126   | ۲۸ اوت ۲۰۰۵     |
| ۱۲۹۲۶۹ | 2005 QG145   | ۲۷ اوت ۲۰۰۵     |
| ۱۲۹۲۷۰ | 2005 QS159   | ۲۸ اوت ۲۰۰۵     |
| ۱۲۹۲۷۱ | 2005 QK161   | ۲۸ اوت ۲۰۰۵     |
| ۱۲۹۲۷۲ | 2005 QD173   | ۲۹ اوت ۲۰۰۵     |
| ۱۲۹۲۷۳ | 2005 QJ173   | ۲۹ اوت ۲۰۰۵     |
| ۱۲۹۲۷۴ | 2005 QC176   | ۳۱ اوت ۲۰۰۵     |
| ۱۲۹۲۷۵ | 2005 RJ4     | ۴ سپتامبر ۲۰۰۵  |
| ۱۲۹۲۷۶ | 2005 RJ8     | ۸ سپتامبر ۲۰۰۵  |
| ۱۲۹۲۷۷ | 2005 RC10    | ۶ سپتامبر ۲۰۰۵  |
| ۱۲۹۲۷۸ | 2005 RF10    | ۸ سپتامبر ۲۰۰۵  |
| ۱۲۹۲۷۹ | 2005 RL11    | ۱۰ سپتامبر ۲۰۰۵ |
| ۱۲۹۲۸۰ | 2005 RW20    | ۱ سپتامبر ۲۰۰۵  |
| ۱۲۹۲۸۱ | 2005 RP21    | ۶ سپتامبر ۲۰۰۵  |
| ۱۲۹۲۸۲ | 2005 RN31    | ۱۳ سپتامبر ۲۰۰۵ |
| ۱۲۹۲۸۳ | 2005 RC33    | ۱۳ سپتامبر ۲۰۰۵ |
| ۱۲۹۲۸۴ | 2005 RX33    | ۱۳ سپتامبر ۲۰۰۵ |
| ۱۲۹۲۸۵ | 2005 SG4     | ۲۴ سپتامبر ۲۰۰۵ |
| ۱۲۹۲۸۶ | 2005 SW6     | ۲۳ سپتامبر ۲۰۰۵ |
| ۱۲۹۲۸۷ | 2005 SP14    | ۲۵ سپتامبر ۲۰۰۵ |
| ۱۲۹۲۸۸ | 2005 SO18    | ۲۶ سپتامبر ۲۰۰۵ |
| ۱۲۹۲۸۹ | 2005 SE41    | ۲۴ سپتامبر ۲۰۰۵ |
| ۱۲۹۲۹۰ | 2005 SQ47    | ۲۴ سپتامبر ۲۰۰۵ |
| ۱۲۹۲۹۱ | 2005 SJ60    | ۲۶ سپتامبر ۲۰۰۵ |
| ۱۲۹۲۹۲ | 2005 SD70    | ۲۷ سپتامبر ۲۰۰۵ |
| ۱۲۹۲۹۳ | 2005 SX75    | ۲۴ سپتامبر ۲۰۰۵ |
| ۱۲۹۲۹۴ | 2005 SX105   | ۲۵ سپتامبر ۲۰۰۵ |
| ۱۲۹۲۹۵ | 2005 SS111   | ۲۶ سپتامبر ۲۰۰۵ |
| ۱۲۹۲۹۶ | 2005 SB117   | ۲۸ سپتامبر ۲۰۰۵ |
| ۱۲۹۲۹۷ | 2005 SV125   | ۲۹ سپتامبر ۲۰۰۵ |
| ۱۲۹۲۹۸ | 2005 SW131   | ۲۹ سپتامبر ۲۰۰۵ |
| ۱۲۹۲۹۹ | 2005 SU148   | ۲۵ سپتامبر ۲۰۰۵ |
| ۱۲۹۳۰۰ | 2005 SY151   | ۲۵ سپتامبر ۲۰۰۵ |
| ۱۲۹۳۰۱ | 2005 ST152   | ۲۵ سپتامبر ۲۰۰۵ |
| ۱۲۹۳۰۲ | 2005 SE161   | ۲۷ سپتامبر ۲۰۰۵ |
| ۱۲۹۳۰۳ | 2005 SA164   | ۲۷ سپتامبر ۲۰۰۵ |
| ۱۲۹۳۰۴ | 2005 SL164   | ۲۷ سپتامبر ۲۰۰۵ |
| ۱۲۹۳۰۵ | 2005 SK167   | ۲۸ سپتامبر ۲۰۰۵ |
| ۱۲۹۳۰۶ | 2005 SX186   | ۲۹ سپتامبر ۲۰۰۵ |
| ۱۲۹۳۰۷ | 2005 SL190   | ۲۹ سپتامبر ۲۰۰۵ |
| ۱۲۹۳۰۸ | 2005 SB193   | ۲۹ سپتامبر ۲۰۰۵ |
| ۱۲۹۳۰۹ | 2005 SJ194   | ۲۹ سپتامبر ۲۰۰۵ |
| ۱۲۹۳۱۰ | 2005 SC202   | ۳۰ سپتامبر ۲۰۰۵ |
| ۱۲۹۳۱۱ | 2005 SP203   | ۳۰ سپتامبر ۲۰۰۵ |
| ۱۲۹۳۱۲ | 2005 SH214   | ۳۰ سپتامبر ۲۰۰۵ |
| ۱۲۹۳۱۳ | 2005 SA218   | ۳۰ سپتامبر ۲۰۰۵ |
| ۱۲۹۳۱۴ | 2005 SM220   | ۲۹ سپتامبر ۲۰۰۵ |
| ۱۲۹۳۱۵ | 2005 SS257   | ۱۸ سپتامبر ۲۰۰۵ |
| ۱۲۹۳۱۶ | 2005 TY14    | ۳ اکتبر ۲۰۰۵    |
| ۱۲۹۳۱۷ | 2005 TM18    | ۱ اکتبر ۲۰۰۵    |
| ۱۲۹۳۱۸ | 2005 TC23    | ۱ اکتبر ۲۰۰۵    |
| ۱۲۹۳۱۹ | 2005 TE23    | ۱ اکتبر ۲۰۰۵    |
| ۱۲۹۳۲۰ | 2005 TV23    | ۱ اکتبر ۲۰۰۵    |
| ۱۲۹۳۲۱ | 2005 TS24    | ۱ اکتبر ۲۰۰۵    |
| ۱۲۹۳۲۲ | 2005 TN45    | ۶ اکتبر ۲۰۰۵    |
| ۱۲۹۳۲۳ | 2005 TQ47    | ۵ اکتبر ۲۰۰۵    |
| ۱۲۹۳۲۴ | 2005 TH72    | ۴ اکتبر ۲۰۰۵    |
| ۱۲۹۳۲۵ | 2005 TW72    | ۵ اکتبر ۲۰۰۵    |
| ۱۲۹۳۲۶ | 2005 TJ83    | ۳ اکتبر ۲۰۰۵    |
| ۱۲۹۳۲۷ | 2005 TG134   | ۱۰ اکتبر ۲۰۰۵   |
| ۱۲۹۳۲۸ | 2005 TZ171   | ۱۰ اکتبر ۲۰۰۵   |
| ۱۲۹۳۲۹ | 2005 TW172   | ۱۳ اکتبر ۲۰۰۵   |
| ۱۲۹۳۳۰ | 2005 UH18    | ۲۲ اکتبر ۲۰۰۵   |
| ۱۲۹۳۳۱ | 2005 UZ25    | ۲۳ اکتبر ۲۰۰۵   |
| ۱۲۹۳۳۲ | 2005 UJ50    | ۲۳ اکتبر ۲۰۰۵   |
| ۱۲۹۳۳۳ | 2005 UR55    | ۲۳ اکتبر ۲۰۰۵   |
| ۱۲۹۳۳۴ | 2005 UN68    | ۲۲ اکتبر ۲۰۰۵   |
| ۱۲۹۳۳۵ | 2005 UM70    | ۲۳ اکتبر ۲۰۰۵   |
| ۱۲۹۳۳۶ | 2005 UC73    | ۲۳ اکتبر ۲۰۰۵   |
| ۱۲۹۳۳۷ | 2005 UE74    | ۲۳ اکتبر ۲۰۰۵   |
| ۱۲۹۳۳۸ | 2005 UZ74    | ۲۳ اکتبر ۲۰۰۵   |
| ۱۲۹۳۳۹ | 2005 UT109   | ۲۲ اکتبر ۲۰۰۵   |
| ۱۲۹۳۴۰ | 2005 UR119   | ۲۴ اکتبر ۲۰۰۵   |
| ۱۲۹۳۴۱ | 2005 UR131   | ۲۴ اکتبر ۲۰۰۵   |
| ۱۲۹۳۴۲ | Ependes      | ۵ نوامبر ۲۰۰۵   |
| ۱۲۹۳۴۲ | 2063 P-L     | ۲۴ سپتامبر ۱۹۶۰ |
| ۱۲۹۳۴۲ | 2094 P-L     | ۲۴ سپتامبر ۱۹۶۰ |
| ۱۲۹۳۴۲ | 2116 P-L     | ۲۶ سپتامبر ۱۹۶۰ |
| ۱۲۹۳۴۲ | 2222 P-L     | ۲۴ سپتامبر ۱۹۶۰ |
| ۱۲۹۳۴۲ | 2234 P-L     | ۱۷ اکتبر ۱۹۶۰   |
| ۱۲۹۳۴۲ | 2513 P-L     | ۲۴ سپتامبر ۱۹۶۰ |
| ۱۲۹۳۴۲ | 2514 P-L     | ۲۴ سپتامبر ۱۹۶۰ |
| ۱۲۹۳۴۲ | 2515 P-L     | ۲۴ سپتامبر ۱۹۶۰ |
| ۱۲۹۳۴۲ | 2652 P-L     | ۲۴ سپتامبر ۱۹۶۰ |
| ۱۲۹۳۴۲ | 2664 P-L     | ۲۴ سپتامبر ۱۹۶۰ |
| ۱۲۹۳۴۲ | 2719 P-L     | ۲۴ سپتامبر ۱۹۶۰ |
| ۱۲۹۳۴۲ | 2747 P-L     | ۲۴ سپتامبر ۱۹۶۰ |
| ۱۲۹۳۴۲ | 3004 P-L     | ۲۴ سپتامبر ۱۹۶۰ |
| ۱۲۹۳۴۲ | 3067 P-L     | ۲۵ سپتامبر ۱۹۶۰ |
| ۱۲۹۳۴۲ | 3099 P-L     | ۲۴ سپتامبر ۱۹۶۰ |
| ۱۲۹۳۴۲ | 3105 P-L     | ۲۴ سپتامبر ۱۹۶۰ |
| ۱۲۹۳۴۲ | 4209 P-L     | ۲۴ سپتامبر ۱۹۶۰ |
| ۱۲۹۳۴۲ | 4263 P-L     | ۲۴ سپتامبر ۱۹۶۰ |
| ۱۲۹۳۴۲ | 4324 P-L     | ۲۴ سپتامبر ۱۹۶۰ |
| ۱۲۹۳۴۲ | 4327 P-L     | ۲۴ سپتامبر ۱۹۶۰ |
| ۱۲۹۳۴۲ | 4330 P-L     | ۲۴ سپتامبر ۱۹۶۰ |
| ۱۲۹۳۴۲ | 4719 P-L     | ۲۴ سپتامبر ۱۹۶۰ |
| ۱۲۹۳۴۲ | 4751 P-L     | ۲۴ سپتامبر ۱۹۶۰ |
| ۱۲۹۳۴۲ | 4752 P-L     | ۲۴ سپتامبر ۱۹۶۰ |
| ۱۲۹۳۴۲ | 4795 P-L     | ۲۴ سپتامبر ۱۹۶۰ |
| ۱۲۹۳۴۲ | 4823 P-L     | ۲۴ سپتامبر ۱۹۶۰ |
| ۱۲۹۳۴۲ | 4909 P-L     | ۲۴ سپتامبر ۱۹۶۰ |
| ۱۲۹۳۴۲ | 6258 P-L     | ۲۴ سپتامبر ۱۹۶۰ |
| ۱۲۹۳۴۲ | 6266 P-L     | ۲۴ سپتامبر ۱۹۶۰ |
| ۱۲۹۳۴۲ | 6291 P-L     | ۲۴ سپتامبر ۱۹۶۰ |
| ۱۲۹۳۴۲ | 6318 P-L     | ۲۴ سپتامبر ۱۹۶۰ |
| ۱۲۹۳۴۲ | 6340 P-L     | ۲۴ سپتامبر ۱۹۶۰ |
| ۱۲۹۳۴۲ | 6350 P-L     | ۲۴ سپتامبر ۱۹۶۰ |
| ۱۲۹۳۴۲ | 6357 P-L     | ۲۴ سپتامبر ۱۹۶۰ |
| ۱۲۹۳۴۲ | 6716 P-L     | ۲۴ سپتامبر ۱۹۶۰ |
| ۱۲۹۳۴۲ | 6729 P-L     | ۲۴ سپتامبر ۱۹۶۰ |
| ۱۲۹۳۴۲ | 6799 P-L     | ۲۴ سپتامبر ۱۹۶۰ |
| ۱۲۹۳۴۲ | 6839 P-L     | ۲۴ سپتامبر ۱۹۶۰ |
| ۱۲۹۳۴۲ | 6850 P-L     | ۲۴ سپتامبر ۱۹۶۰ |
| ۱۲۹۳۴۲ | 6852 P-L     | ۲۴ سپتامبر ۱۹۶۰ |
| ۱۲۹۳۴۲ | 7623 P-L     | ۲۲ اکتبر ۱۹۶۰   |
| ۱۲۹۳۸۴ | 1218 T-1     | ۲۵ مارس ۱۹۷۱    |
| ۱۲۹۳۸۵ | 4041 T-1     | ۲۶ مارس ۱۹۷۱    |
| ۱۲۹۳۸۶ | 1027 T-2     | ۲۹ سپتامبر ۱۹۷۳ |
| ۱۲۹۳۸۷ | 1129 T-2     | ۲۹ سپتامبر ۱۹۷۳ |
| ۱۲۹۳۸۸ | 1149 T-2     | ۲۹ سپتامبر ۱۹۷۳ |
| ۱۲۹۳۸۹ | 1285 T-2     | ۲۹ سپتامبر ۱۹۷۳ |
| ۱۲۹۳۹۰ | 1291 T-2     | ۲۹ سپتامبر ۱۹۷۳ |
| ۱۲۹۳۹۱ | 1319 T-2     | ۲۹ سپتامبر ۱۹۷۳ |
| ۱۲۹۳۹۲ | 1339 T-2     | ۲۹ سپتامبر ۱۹۷۳ |
| ۱۲۹۳۹۳ | 1362 T-2     | ۲۹ سپتامبر ۱۹۷۳ |
| ۱۲۹۳۹۴ | 1402 T-2     | ۲۹ سپتامبر ۱۹۷۳ |
| ۱۲۹۳۹۵ | 1421 T-2     | ۲۹ سپتامبر ۱۹۷۳ |
| ۱۲۹۳۹۶ | 1424 T-2     | ۲۹ سپتامبر ۱۹۷۳ |
| ۱۲۹۳۹۷ | 1508 T-2     | ۲۹ سپتامبر ۱۹۷۳ |
| ۱۲۹۳۹۸ | 2109 T-2     | ۲۹ سپتامبر ۱۹۷۳ |
| ۱۲۹۳۹۹ | 2186 T-2     | ۲۹ سپتامبر ۱۹۷۳ |
| ۱۲۹۴۰۰ | 2321 T-2     | ۲۹ سپتامبر ۱۹۷۳ |
| ۱۲۹۴۰۱ | 3098 T-2     | ۳۰ سپتامبر ۱۹۷۳ |
| ۱۲۹۴۰۲ | 4093 T-2     | ۲۹ سپتامبر ۱۹۷۳ |
| ۱۲۹۴۰۳ | 4185 T-2     | ۲۹ سپتامبر ۱۹۷۳ |
| ۱۲۹۴۰۴ | 5021 T-2     | ۲۵ سپتامبر ۱۹۷۳ |
| ۱۲۹۴۰۵ | 5046 T-2     | ۲۵ سپتامبر ۱۹۷۳ |
| ۱۲۹۴۰۶ | 5092 T-2     | ۲۵ سپتامبر ۱۹۷۳ |
| ۱۲۹۴۰۷ | 5177 T-2     | ۲۵ سپتامبر ۱۹۷۳ |
| ۱۲۹۴۰۸ | 1045 T-3     | ۱۷ اکتبر ۱۹۷۷   |
| ۱۲۹۴۰۹ | 2033 T-3     | ۱۶ اکتبر ۱۹۷۷   |
| ۱۲۹۴۱۰ | 2150 T-3     | ۱۶ اکتبر ۱۹۷۷   |
| ۱۲۹۴۱۱ | 2154 T-3     | ۱۶ اکتبر ۱۹۷۷   |
| ۱۲۹۴۱۲ | 2160 T-3     | ۱۶ اکتبر ۱۹۷۷   |
| ۱۲۹۴۱۳ | 2226 T-3     | ۱۶ اکتبر ۱۹۷۷   |
| ۱۲۹۴۱۴ | 2231 T-3     | ۱۶ اکتبر ۱۹۷۷   |
| ۱۲۹۴۱۵ | 2277 T-3     | ۱۶ اکتبر ۱۹۷۷   |
| ۱۲۹۴۱۶ | 2291 T-3     | ۱۶ اکتبر ۱۹۷۷   |
| ۱۲۹۴۱۷ | 2613 T-3     | ۱۶ اکتبر ۱۹۷۷   |
| ۱۲۹۴۱۸ | 2617 T-3     | ۱۶ اکتبر ۱۹۷۷   |
| ۱۲۹۴۱۹ | 2619 T-3     | ۱۶ اکتبر ۱۹۷۷   |
| ۱۲۹۴۲۰ | 3114 T-3     | ۱۶ اکتبر ۱۹۷۷   |
| ۱۲۹۴۲۱ | 3147 T-3     | ۱۶ اکتبر ۱۹۷۷   |
| ۱۲۹۴۲۲ | 3223 T-3     | ۱۶ اکتبر ۱۹۷۷   |
| ۱۲۹۴۲۳ | 3379 T-3     | ۱۶ اکتبر ۱۹۷۷   |
| ۱۲۹۴۲۴ | 3415 T-3     | ۱۶ اکتبر ۱۹۷۷   |
| ۱۲۹۴۲۵ | 3497 T-3     | ۱۶ اکتبر ۱۹۷۷   |
| ۱۲۹۴۲۶ | 3516 T-3     | ۱۶ اکتبر ۱۹۷۷   |
| ۱۲۹۴۲۷ | 4123 T-3     | ۱۶ اکتبر ۱۹۷۷   |
| ۱۲۹۴۲۸ | 4164 T-3     | ۱۶ اکتبر ۱۹۷۷   |
| ۱۲۹۴۲۹ | 4289 T-3     | ۱۶ اکتبر ۱۹۷۷   |
| ۱۲۹۴۳۰ | 4305 T-3     | ۱۶ اکتبر ۱۹۷۷   |
| ۱۲۹۴۳۱ | 4355 T-3     | ۱۶ اکتبر ۱۹۷۷   |
| ۱۲۹۴۳۲ | 4506 T-3     | ۱۶ اکتبر ۱۹۷۷   |
| ۱۲۹۴۳۳ | 4608 T-3     | ۱۶ اکتبر ۱۹۷۷   |
| ۱۲۹۴۳۴ | 5013 T-3     | ۱۶ اکتبر ۱۹۷۷   |
| ۱۲۹۴۳۵ | 5017 T-3     | ۱۶ اکتبر ۱۹۷۷   |
| ۱۲۹۴۳۶ | 5039 T-3     | ۱۶ اکتبر ۱۹۷۷   |
| ۱۲۹۴۳۶ | 1978 NG      | ۱۰ ژوئیه ۱۹۷۸   |
| ۱۲۹۴۳۸ | 1979 MO3     | ۲۵ ژوئن ۱۹۷۹    |
| ۱۲۹۴۳۹ | 1980 PX2     | ۴ اوت ۱۹۸۰      |
| ۱۲۹۴۴۰ | 1981 DC1     | ۲۸ فوریه ۱۹۸۱   |
| ۱۲۹۴۴۱ | 1981 DJ3     | ۲۸ فوریه ۱۹۸۱   |
| ۱۲۹۴۴۲ | 1981 EC15    | ۱ مارس ۱۹۸۱     |
| ۱۲۹۴۴۳ | 1981 EP21    | ۲ مارس ۱۹۸۱     |
| ۱۲۹۴۴۴ | 1981 EN23    | ۳ مارس ۱۹۸۱     |
| ۱۲۹۴۴۵ | 1981 EA24    | ۷ مارس ۱۹۸۱     |
| ۱۲۹۴۴۶ | 1981 EB30    | ۲ مارس ۱۹۸۱     |
| ۱۲۹۴۴۷ | 1981 EP33    | ۱ مارس ۱۹۸۱     |
| ۱۲۹۴۴۸ | 1989 SX1     | ۲۶ سپتامبر ۱۹۸۹ |
| ۱۲۹۴۴۹ | 1990 WE1     | ۱۸ نوامبر ۱۹۹۰  |
| ۱۲۹۴۴۹ | 1991 JM      | ۵ مه ۱۹۹۱       |
| ۱۲۹۴۴۹ | 1991 KD      | ۱۸ مه ۱۹۹۱      |
| ۱۲۹۴۵۲ | 1991 TJ16    | ۶ اکتبر ۱۹۹۱    |
| ۱۲۹۴۵۳ | 1991 TO16    | ۶ اکتبر ۱۹۹۱    |
| ۱۲۹۴۵۴ | 1991 UQ2     | ۳۱ اکتبر ۱۹۹۱   |
| ۱۲۹۴۵۵ | 1992 BR2     | ۳۰ ژانویه ۱۹۹۲  |
| ۱۲۹۴۵۶ | 1992 DR7     | ۲۹ فوریه ۱۹۹۲   |
| ۱۲۹۴۵۷ | 1992 EH5     | ۱ مارس ۱۹۹۲     |
| ۱۲۹۴۵۸ | 1992 EQ6     | ۱ مارس ۱۹۹۲     |
| ۱۲۹۴۵۹ | 1992 ED10    | ۲ مارس ۱۹۹۲     |
| ۱۲۹۴۶۰ | 1992 PW2     | ۶ اوت ۱۹۹۲      |
| ۱۲۹۴۶۱ | 1993 FJ5     | ۱۷ مارس ۱۹۹۳    |
| ۱۲۹۴۶۲ | 1993 FU9     | ۱۷ مارس ۱۹۹۳    |
| ۱۲۹۴۶۳ | 1993 FA10    | ۱۷ مارس ۱۹۹۳    |
| ۱۲۹۴۶۴ | 1993 FF23    | ۲۱ مارس ۱۹۹۳    |
| ۱۲۹۴۶۵ | 1993 FC41    | ۱۹ مارس ۱۹۹۳    |
| ۱۲۹۴۶۶ | 1993 FM44    | ۱۹ مارس ۱۹۹۳    |
| ۱۲۹۴۶۷ | 1993 FM47    | ۱۹ مارس ۱۹۹۳    |
| ۱۲۹۴۶۸ | 1993 FZ52    | ۱۷ مارس ۱۹۹۳    |
| ۱۲۹۴۶۹ | 1993 FU69    | ۲۱ مارس ۱۹۹۳    |
| ۱۲۹۴۶۹ | 1993 KC      | ۲۰ مه ۱۹۹۳      |
| ۱۲۹۴۷۱ | 1993 OL8     | ۲۰ ژوئیه ۱۹۹۳   |
| ۱۲۹۴۷۲ | 1993 PS5     | ۱۵ اوت ۱۹۹۳     |
| ۱۲۹۴۷۲ | 1993 TK      | ۱۰ اکتبر ۱۹۹۳   |
| ۱۲۹۴۷۴ | 1993 TF16    | ۹ اکتبر ۱۹۹۳    |
| ۱۲۹۴۷۵ | 1993 TK16    | ۹ اکتبر ۱۹۹۳    |
| ۱۲۹۴۷۶ | 1993 TN20    | ۹ اکتبر ۱۹۹۳    |
| ۱۲۹۴۷۷ | 1993 TB26    | ۹ اکتبر ۱۹۹۳    |
| ۱۲۹۴۷۸ | 1993 TU27    | ۹ اکتبر ۱۹۹۳    |
| ۱۲۹۴۷۹ | 1993 TO41    | ۹ اکتبر ۱۹۹۳    |
| ۱۲۹۴۸۰ | 1993 UQ8     | ۲۰ اکتبر ۱۹۹۳   |
| ۱۲۹۴۸۱ | 1994 CL15    | ۸ فوریه ۱۹۹۴    |
| ۱۲۹۴۸۲ | 1994 GL4     | ۶ آوریل ۱۹۹۴    |
| ۱۲۹۴۸۳ | 1994 GO8     | ۱۵ آوریل ۱۹۹۴   |
| ۱۲۹۴۸۴ | 1994 PG15    | ۱۰ اوت ۱۹۹۴     |
| ۱۲۹۴۸۵ | 1994 PM30    | ۱۲ اوت ۱۹۹۴     |
| ۱۲۹۴۸۶ | 1994 PN30    | ۱۲ اوت ۱۹۹۴     |
| ۱۲۹۴۸۷ | 1994 RX14    | ۳ سپتامبر ۱۹۹۴  |
| ۱۲۹۴۸۸ | 1994 SW2     | ۲۸ سپتامبر ۱۹۹۴ |
| ۱۲۹۴۸۹ | 1994 TN5     | ۴ اکتبر ۱۹۹۴    |
| ۱۲۹۴۹۰ | 1994 TP10    | ۹ اکتبر ۱۹۹۴    |
| ۱۲۹۴۹۱ | 1994 TA12    | ۱۰ اکتبر ۱۹۹۴   |
| ۱۲۹۴۹۲ | 1994 TF13    | ۱۱ اکتبر ۱۹۹۴   |
| ۱۲۹۴۹۳ | 1995 BM2     | ۲۹ ژانویه ۱۹۹۵  |
| ۱۲۹۴۹۴ | 1995 BB15    | ۳۱ ژانویه ۱۹۹۵  |
| ۱۲۹۴۹۵ | 1995 DP6     | ۲۴ فوریه ۱۹۹۵   |
| ۱۲۹۴۹۵ | 1995 EK      | ۵ مارس ۱۹۹۵     |
| ۱۲۹۴۹۷ | 1995 FA3     | ۲۳ مارس ۱۹۹۵    |
| ۱۲۹۴۹۸ | 1995 FF4     | ۲۳ مارس ۱۹۹۵    |
| ۱۲۹۴۹۹ | 1995 FG6     | ۲۳ مارس ۱۹۹۵    |
| ۱۲۹۵۰۰ | 1995 GW2     | ۲ آوریل ۱۹۹۵    |
| ۱۲۹۵۰۱ | 1995 HJ5     | ۲۸ آوریل ۱۹۹۵   |
| ۱۲۹۵۰۲ | 1995 MT6     | ۲۹ ژوئن ۱۹۹۵    |
| ۱۲۹۵۰۳ | 1995 OZ1     | ۲۴ ژوئیه ۱۹۹۵   |
| ۱۲۹۵۰۴ | 1995 SU8     | ۱۷ سپتامبر ۱۹۹۵ |
| ۱۲۹۵۰۵ | 1995 SE24    | ۱۹ سپتامبر ۱۹۹۵ |
| ۱۲۹۵۰۶ | 1995 SJ32    | ۲۱ سپتامبر ۱۹۹۵ |
| ۱۲۹۵۰۷ | 1995 SU45    | ۲۶ سپتامبر ۱۹۹۵ |
| ۱۲۹۵۰۸ | 1995 SO52    | ۲۹ سپتامبر ۱۹۹۵ |
| ۱۲۹۵۰۹ | 1995 ST52    | ۲۹ سپتامبر ۱۹۹۵ |
| ۱۲۹۵۱۰ | 1995 SQ85    | ۲۵ سپتامبر ۱۹۹۵ |
| ۱۲۹۵۱۱ | 1995 TN7     | ۱۵ اکتبر ۱۹۹۵   |
| ۱۲۹۵۱۲ | 1995 UZ1     | ۲۱ اکتبر ۱۹۹۵   |
| ۱۲۹۵۱۳ | 1995 UD10    | ۱۶ اکتبر ۱۹۹۵   |
| ۱۲۹۵۱۴ | 1995 UJ13    | ۱۷ اکتبر ۱۹۹۵   |
| ۱۲۹۵۱۵ | 1995 UX17    | ۱۸ اکتبر ۱۹۹۵   |
| ۱۲۹۵۱۶ | 1995 UR22    | ۱۹ اکتبر ۱۹۹۵   |
| ۱۲۹۵۱۷ | 1995 UM31    | ۲۱ اکتبر ۱۹۹۵   |
| ۱۲۹۵۱۸ | 1995 VU11    | ۱۵ نوامبر ۱۹۹۵  |
| ۱۲۹۵۱۹ | 1995 VG16    | ۱۵ نوامبر ۱۹۹۵  |
| ۱۲۹۵۲۰ | 1995 WP3     | ۲۱ نوامبر ۱۹۹۵  |
| ۱۲۹۵۲۱ | 1995 WH40    | ۲۳ نوامبر ۱۹۹۵  |
| ۱۲۹۵۲۲ | 1995 XY3     | ۱۴ دسامبر ۱۹۹۵  |
| ۱۲۹۵۲۳ | 1995 XY4     | ۱۴ دسامبر ۱۹۹۵  |
| ۱۲۹۵۲۴ | 1995 YK8     | ۱۸ دسامبر ۱۹۹۵  |
| ۱۲۹۵۲۵ | 1996 AG11    | ۱۳ ژانویه ۱۹۹۶  |
| ۱۲۹۵۲۶ | 1996 AZ11    | ۱۴ ژانویه ۱۹۹۶  |
| ۱۲۹۵۲۷ | 1996 AJ14    | ۱۲ ژانویه ۱۹۹۶  |
| ۱۲۹۵۲۸ | 1996 BQ8     | ۱۹ ژانویه ۱۹۹۶  |
| ۱۲۹۵۲۹ | 1996 EM7     | ۱۱ مارس ۱۹۹۶    |
| ۱۲۹۵۳۰ | 1996 EB9     | ۱۲ مارس ۱۹۹۶    |
| ۱۲۹۵۳۱ | 1996 EX9     | ۱۲ مارس ۱۹۹۶    |
| ۱۲۹۵۳۲ | 1996 EO13    | ۱۱ مارس ۱۹۹۶    |
| ۱۲۹۵۳۳ | 1996 EN14    | ۱۲ مارس ۱۹۹۶    |
| ۱۲۹۵۳۴ | 1996 HA5     | ۱۹ آوریل ۱۹۹۶   |
| ۱۲۹۵۳۵ | 1996 HH7     | ۱۹ آوریل ۱۹۹۶   |
| ۱۲۹۵۳۶ | 1996 JQ6     | ۱۱ مه ۱۹۹۶      |
| ۱۲۹۵۳۷ | 1996 KA2     | ۱۶ مه ۱۹۹۶      |
| ۱۲۹۵۳۷ | 1996 NM      | ۱۴ ژوئیه ۱۹۹۶   |
| ۱۲۹۵۳۹ | 1996 NO1     | ۱۵ ژوئیه ۱۹۹۶   |
| ۱۲۹۵۴۰ | 1996 PU2     | ۱۳ اوت ۱۹۹۶     |
| ۱۲۹۵۴۱ | 1996 PQ9     | ۹ اوت ۱۹۹۶      |
| ۱۲۹۵۴۲ | 1996 RK5     | ۱۵ سپتامبر ۱۹۹۶ |
| ۱۲۹۵۴۳ | 1996 RU5     | ۱۴ سپتامبر ۱۹۹۶ |
| ۱۲۹۵۴۴ | 1996 RE24    | ۷ سپتامبر ۱۹۹۶  |
| ۱۲۹۵۴۵ | 1996 SE3     | ۲۰ سپتامبر ۱۹۹۶ |
| ۱۲۹۵۴۶ | 1996 TZ1     | ۳ اکتبر ۱۹۹۶    |
| ۱۲۹۵۴۷ | 1996 TC6     | ۳ اکتبر ۱۹۹۶    |
| ۱۲۹۵۴۸ | 1996 TC7     | ۱۱ اکتبر ۱۹۹۶   |
| ۱۲۹۵۴۹ | 1996 TG9     | ۱۲ اکتبر ۱۹۹۶   |
| ۱۲۹۵۵۰ | 1996 TN14    | ۹ اکتبر ۱۹۹۶    |
| ۱۲۹۵۵۱ | 1996 TQ19    | ۵ اکتبر ۱۹۹۶    |
| ۱۲۹۵۵۲ | 1996 TH30    | ۷ اکتبر ۱۹۹۶    |
| ۱۲۹۵۵۳ | 1996 TZ45    | ۷ اکتبر ۱۹۹۶    |
| ۱۲۹۵۵۴ | 1996 TC63    | ۶ اکتبر ۱۹۹۶    |
| ۱۲۹۵۵۵ | 1996 UB3     | ۳۰ اکتبر ۱۹۹۶   |
| ۱۲۹۵۵۶ | 1996 VY5     | ۱۵ نوامبر ۱۹۹۶  |
| ۱۲۹۵۵۷ | 1996 XA1     | ۲ دسامبر ۱۹۹۶   |
| ۱۲۹۵۵۸ | 1996 XQ8     | ۶ دسامبر ۱۹۹۶   |
| ۱۲۹۵۵۸ | 1996 YH      | ۲۰ دسامبر ۱۹۹۶  |
| ۱۲۹۵۶۰ | 1997 CW12    | ۳ فوریه ۱۹۹۷    |
| ۱۲۹۵۶۱ | Chuhachi     | ۹ فوریه ۱۹۹۷    |
| ۱۲۹۵۶۲ | 1997 CJ23    | ۴ فوریه ۱۹۹۷    |
| ۱۲۹۵۶۳ | 1997 ER8     | ۲ مارس ۱۹۹۷     |
| ۱۲۹۵۶۴ | Christy      | ۷ مارس ۱۹۹۷     |
| ۱۲۹۵۶۵ | 1997 GS1     | ۲ آوریل ۱۹۹۷    |
| ۱۲۹۵۶۶ | 1997 GS8     | ۳ آوریل ۱۹۹۷    |
| ۱۲۹۵۶۷ | 1997 GR9     | ۳ آوریل ۱۹۹۷    |
| ۱۲۹۵۶۸ | 1997 GE11    | ۳ آوریل ۱۹۹۷    |
| ۱۲۹۵۶۹ | 1997 GJ21    | ۶ آوریل ۱۹۹۷    |
| ۱۲۹۵۷۰ | 1997 GE34    | ۳ آوریل ۱۹۹۷    |
| ۱۲۹۵۷۱ | 1997 GS35    | ۶ آوریل ۱۹۹۷    |
| ۱۲۹۵۷۲ | 1997 GF44    | ۶ آوریل ۱۹۹۷    |
| ۱۲۹۵۷۳ | 1997 HY1     | ۲۹ آوریل ۱۹۹۷   |
| ۱۲۹۵۷۴ | 1997 JU8     | ۲ مه ۱۹۹۷       |
| ۱۲۹۵۷۴ | 1997 LM      | ۳ ژوئن ۱۹۹۷     |
| ۱۲۹۵۷۶ | 1997 RG2     | ۴ سپتامبر ۱۹۹۷  |
| ۱۲۹۵۷۷ | 1997 RA8     | ۹ سپتامبر ۱۹۹۷  |
| ۱۲۹۵۷۸ | 1997 RM10    | ۱۰ سپتامبر ۱۹۹۷ |
| ۱۲۹۵۷۹ | 1997 SF1     | ۲۱ سپتامبر ۱۹۹۷ |
| ۱۲۹۵۸۰ | 1997 SV3     | ۲۳ سپتامبر ۱۹۹۷ |
| ۱۲۹۵۸۱ | 1997 SB6     | ۲۳ سپتامبر ۱۹۹۷ |
| ۱۲۹۵۸۲ | 1997 SC9     | ۲۷ سپتامبر ۱۹۹۷ |
| ۱۲۹۵۸۳ | 1997 SV14    | ۲۸ سپتامبر ۱۹۹۷ |
| ۱۲۹۵۸۴ | 1997 SY17    | ۲۹ سپتامبر ۱۹۹۷ |
| ۱۲۹۵۸۵ | 1997 SM21    | ۲۹ سپتامبر ۱۹۹۷ |
| ۱۲۹۵۸۶ | 1997 TE18    | ۳ اکتبر ۱۹۹۷    |
| ۱۲۹۵۸۷ | 1997 TH21    | ۴ اکتبر ۱۹۹۷    |
| ۱۲۹۵۸۸ | 1997 TN21    | ۴ اکتبر ۱۹۹۷    |
| ۱۲۹۵۸۸ | 1997 UD      | ۲۰ اکتبر ۱۹۹۷   |
| ۱۲۹۵۸۸ | 1997 UN      | ۱۹ اکتبر ۱۹۹۷   |
| ۱۲۹۵۹۱ | 1997 UL12    | ۲۳ اکتبر ۱۹۹۷   |
| ۱۲۹۵۹۲ | 1997 UP24    | ۳۰ اکتبر ۱۹۹۷   |
| ۱۲۹۵۹۳ | 1997 UZ24    | ۲۷ اکتبر ۱۹۹۷   |
| ۱۲۹۵۹۴ | 1997 UP25    | ۲۵ اکتبر ۱۹۹۷   |
| ۱۲۹۵۹۵ | Vand         | ۲ نوامبر ۱۹۹۷   |
| ۱۲۹۵۹۶ | 1997 VR1     | ۲ نوامبر ۱۹۹۷   |
| ۱۲۹۵۹۷ | 1997 VT1     | ۴ نوامبر ۱۹۹۷   |
| ۱۲۹۵۹۸ | 1997 VL3     | ۶ نوامبر ۱۹۹۷   |
| ۱۲۹۵۹۹ | 1997 VD8     | ۶ نوامبر ۱۹۹۷   |
| ۱۲۹۶۰۰ | 1997 WZ1     | ۱۹ نوامبر ۱۹۹۷  |
| ۱۲۹۶۰۱ | 1997 WE9     | ۲۱ نوامبر ۱۹۹۷  |
| ۱۲۹۶۰۲ | 1997 WA12    | ۲۲ نوامبر ۱۹۹۷  |
| ۱۲۹۶۰۳ | 1997 WF12    | ۲۲ نوامبر ۱۹۹۷  |
| ۱۲۹۶۰۴ | 1997 WL12    | ۲۳ نوامبر ۱۹۹۷  |
| ۱۲۹۶۰۵ | 1997 WH29    | ۳۰ نوامبر ۱۹۹۷  |
| ۱۲۹۶۰۶ | 1997 WU57    | ۲۶ نوامبر ۱۹۹۷  |
| ۱۲۹۶۰۷ | 1997 WE58    | ۳۰ نوامبر ۱۹۹۷  |
| ۱۲۹۶۰۸ | 1997 YQ8     | ۲۴ دسامبر ۱۹۹۷  |
| ۱۲۹۶۰۹ | 1997 YO16    | ۳۱ دسامبر ۱۹۹۷  |
| ۱۲۹۶۱۰ | 1998 AA1     | ۵ ژانویه ۱۹۹۸   |
| ۱۲۹۶۱۱ | 1998 AE2     | ۱ ژانویه ۱۹۹۸   |
| ۱۲۹۶۱۲ | 1998 AS2     | ۱ ژانویه ۱۹۹۸   |
| ۱۲۹۶۱۳ | 1998 BR6     | ۲۴ ژانویه ۱۹۹۸  |
| ۱۲۹۶۱۴ | 1998 BB25    | ۲۸ ژانویه ۱۹۹۸  |
| ۱۲۹۶۱۵ | 1998 BP30    | ۱۸ ژانویه ۱۹۹۸  |
| ۱۲۹۶۱۶ | 1998 BP34    | ۲۲ ژانویه ۱۹۹۸  |
| ۱۲۹۶۱۷ | 1998 BV41    | ۳۰ ژانویه ۱۹۹۸  |
| ۱۲۹۶۱۸ | 1998 DS11    | ۲۴ فوریه ۱۹۹۸   |
| ۱۲۹۶۱۹ | 1998 DR17    | ۲۳ فوریه ۱۹۹۸   |
| ۱۲۹۶۲۰ | 1998 EA3     | ۱ مارس ۱۹۹۸     |
| ۱۲۹۶۲۱ | 1998 ES5     | ۲ مارس ۱۹۹۸     |
| ۱۲۹۶۲۲ | 1998 FV2     | ۲۲ مارس ۱۹۹۸    |
| ۱۲۹۶۲۳ | 1998 FS20    | ۲۰ مارس ۱۹۹۸    |
| ۱۲۹۶۲۴ | 1998 FT25    | ۲۰ مارس ۱۹۹۸    |
| ۱۲۹۶۲۵ | 1998 FJ133   | ۲۰ مارس ۱۹۹۸    |
| ۱۲۹۶۲۶ | 1998 HN1     | ۲۰ آوریل ۱۹۹۸   |
| ۱۲۹۶۲۷ | 1998 HA3     | ۲۱ آوریل ۱۹۹۸   |
| ۱۲۹۶۲۸ | 1998 HH12    | ۱۹ آوریل ۱۹۹۸   |
| ۱۲۹۶۲۹ | 1998 HW31    | ۲۲ آوریل ۱۹۹۸   |
| ۱۲۹۶۳۰ | 1998 HK32    | ۲۰ آوریل ۱۹۹۸   |
| ۱۲۹۶۳۱ | 1998 HF35    | ۲۰ آوریل ۱۹۹۸   |
| ۱۲۹۶۳۲ | 1998 HV36    | ۲۰ آوریل ۱۹۹۸   |
| ۱۲۹۶۳۳ | 1998 HD38    | ۲۰ آوریل ۱۹۹۸   |
| ۱۲۹۶۳۴ | 1998 HP43    | ۲۰ آوریل ۱۹۹۸   |
| ۱۲۹۶۳۵ | 1998 HN53    | ۲۱ آوریل ۱۹۹۸   |
| ۱۲۹۶۳۶ | 1998 HF89    | ۲۱ آوریل ۱۹۹۸   |
| ۱۲۹۶۳۷ | 1998 HH96    | ۲۱ آوریل ۱۹۹۸   |
| ۱۲۹۶۳۸ | 1998 HE137   | ۲۰ آوریل ۱۹۹۸   |
| ۱۲۹۶۳۹ | 1998 HS150   | ۲۰ آوریل ۱۹۹۸   |
| ۱۲۹۶۴۰ | 1998 KB1     | ۱۹ مه ۱۹۹۸      |
| ۱۲۹۶۴۱ | 1998 KC1     | ۲۲ مه ۱۹۹۸      |
| ۱۲۹۶۴۲ | 1998 KU5     | ۱۹ مه ۱۹۹۸      |
| ۱۲۹۶۴۳ | 1998 KH6     | ۲۲ مه ۱۹۹۸      |
| ۱۲۹۶۴۴ | 1998 KQ8     | ۲۳ مه ۱۹۹۸      |
| ۱۲۹۶۴۵ | 1998 KA22    | ۲۲ مه ۱۹۹۸      |
| ۱۲۹۶۴۶ | 1998 KR26    | ۲۷ مه ۱۹۹۸      |
| ۱۲۹۶۴۷ | 1998 LX2     | ۱ ژوئن ۱۹۹۸     |
| ۱۲۹۶۴۸ | 1998 MB4     | ۱۸ ژوئن ۱۹۹۸    |
| ۱۲۹۶۴۹ | 1998 MM4     | ۱۸ ژوئن ۱۹۹۸    |
| ۱۲۹۶۵۰ | 1998 MC19    | ۱۹ ژوئن ۱۹۹۸    |
| ۱۲۹۶۵۱ | 1998 MF24    | ۲۵ ژوئن ۱۹۹۸    |
| ۱۲۹۶۵۲ | 1998 OA4     | ۲۴ ژوئیه ۱۹۹۸   |
| ۱۲۹۶۵۳ | 1998 QL3     | ۱۷ اوت ۱۹۹۸     |
| ۱۲۹۶۵۴ | 1998 QA12    | ۱۷ اوت ۱۹۹۸     |
| ۱۲۹۶۵۵ | 1998 QT15    | ۲۰ اوت ۱۹۹۸     |
| ۱۲۹۶۵۶ | 1998 QO16    | ۱۷ اوت ۱۹۹۸     |
| ۱۲۹۶۵۷ | 1998 QQ33    | ۱۷ اوت ۱۹۹۸     |
| ۱۲۹۶۵۸ | 1998 QV44    | ۱۷ اوت ۱۹۹۸     |
| ۱۲۹۶۵۹ | 1998 QZ44    | ۱۷ اوت ۱۹۹۸     |
| ۱۲۹۶۶۰ | 1998 QJ51    | ۱۷ اوت ۱۹۹۸     |
| ۱۲۹۶۶۱ | 1998 QR54    | ۲۷ اوت ۱۹۹۸     |
| ۱۲۹۶۶۲ | 1998 QJ57    | ۳۰ اوت ۱۹۹۸     |
| ۱۲۹۶۶۳ | 1998 QS57    | ۳۰ اوت ۱۹۹۸     |
| ۱۲۹۶۶۴ | 1998 QS80    | ۲۴ اوت ۱۹۹۸     |
| ۱۲۹۶۶۵ | 1998 QX84    | ۲۴ اوت ۱۹۹۸     |
| ۱۲۹۶۶۶ | 1998 QT97    | ۲۴ اوت ۱۹۹۸     |
| ۱۲۹۶۶۷ | 1998 QY104   | ۲۶ اوت ۱۹۹۸     |
| ۱۲۹۶۶۸ | 1998 QE111   | ۲۸ اوت ۱۹۹۸     |
| ۱۲۹۶۶۸ | 1998 RY      | ۱۲ سپتامبر ۱۹۹۸ |
| ۱۲۹۶۷۰ | 1998 RU6     | ۱۲ سپتامبر ۱۹۹۸ |
| ۱۲۹۶۷۱ | 1998 RA23    | ۱۴ سپتامبر ۱۹۹۸ |
| ۱۲۹۶۷۲ | 1998 RR24    | ۱۴ سپتامبر ۱۹۹۸ |
| ۱۲۹۶۷۳ | 1998 RN27    | ۱۴ سپتامبر ۱۹۹۸ |
| ۱۲۹۶۷۴ | 1998 RQ36    | ۱۴ سپتامبر ۱۹۹۸ |
| ۱۲۹۶۷۵ | 1998 RV36    | ۱۴ سپتامبر ۱۹۹۸ |
| ۱۲۹۶۷۶ | 1998 RM42    | ۱۴ سپتامبر ۱۹۹۸ |
| ۱۲۹۶۷۷ | 1998 RZ43    | ۱۴ سپتامبر ۱۹۹۸ |
| ۱۲۹۶۷۸ | 1998 RQ50    | ۱۴ سپتامبر ۱۹۹۸ |
| ۱۲۹۶۷۹ | 1998 RP57    | ۱۴ سپتامبر ۱۹۹۸ |
| ۱۲۹۶۸۰ | 1998 RF58    | ۱۴ سپتامبر ۱۹۹۸ |
| ۱۲۹۶۸۱ | 1998 RB60    | ۱۴ سپتامبر ۱۹۹۸ |
| ۱۲۹۶۸۲ | 1998 RQ67    | ۱۴ سپتامبر ۱۹۹۸ |
| ۱۲۹۶۸۳ | 1998 RO71    | ۱۴ سپتامبر ۱۹۹۸ |
| ۱۲۹۶۸۴ | 1998 RD73    | ۱۴ سپتامبر ۱۹۹۸ |
| ۱۲۹۶۸۵ | 1998 RX75    | ۱۴ سپتامبر ۱۹۹۸ |
| ۱۲۹۶۸۶ | 1998 RB78    | ۱۴ سپتامبر ۱۹۹۸ |
| ۱۲۹۶۸۷ | 1998 SO8     | ۲۰ سپتامبر ۱۹۹۸ |
| ۱۲۹۶۸۸ | 1998 SK14    | ۱۷ سپتامبر ۱۹۹۸ |
| ۱۲۹۶۸۹ | 1998 SN15    | ۱۶ سپتامبر ۱۹۹۸ |
| ۱۲۹۶۹۰ | 1998 SF16    | ۱۶ سپتامبر ۱۹۹۸ |
| ۱۲۹۶۹۱ | 1998 SH16    | ۱۶ سپتامبر ۱۹۹۸ |
| ۱۲۹۶۹۲ | 1998 SR25    | ۲۲ سپتامبر ۱۹۹۸ |
| ۱۲۹۶۹۳ | 1998 SW39    | ۲۳ سپتامبر ۱۹۹۸ |
| ۱۲۹۶۹۴ | 1998 SP46    | ۲۵ سپتامبر ۱۹۹۸ |
| ۱۲۹۶۹۵ | 1998 SY46    | ۲۵ سپتامبر ۱۹۹۸ |
| ۱۲۹۶۹۶ | 1998 SG62    | ۱۹ سپتامبر ۱۹۹۸ |
| ۱۲۹۶۹۷ | 1998 SO69    | ۱۹ سپتامبر ۱۹۹۸ |
| ۱۲۹۶۹۸ | 1998 SH77    | ۲۶ سپتامبر ۱۹۹۸ |
| ۱۲۹۶۹۹ | 1998 SN82    | ۲۶ سپتامبر ۱۹۹۸ |
| ۱۲۹۷۰۰ | 1998 SS89    | ۲۶ سپتامبر ۱۹۹۸ |
| ۱۲۹۷۰۱ | 1998 SL93    | ۲۶ سپتامبر ۱۹۹۸ |
| ۱۲۹۷۰۲ | 1998 SH118   | ۲۶ سپتامبر ۱۹۹۸ |
| ۱۲۹۷۰۳ | 1998 SU120   | ۲۶ سپتامبر ۱۹۹۸ |
| ۱۲۹۷۰۴ | 1998 SG124   | ۲۶ سپتامبر ۱۹۹۸ |
| ۱۲۹۷۰۵ | 1998 SV135   | ۲۶ سپتامبر ۱۹۹۸ |
| ۱۲۹۷۰۶ | 1998 SZ143   | ۱۸ سپتامبر ۱۹۹۸ |
| ۱۲۹۷۰۷ | 1998 SM147   | ۲۰ سپتامبر ۱۹۹۸ |
| ۱۲۹۷۰۸ | 1998 SM150   | ۲۶ سپتامبر ۱۹۹۸ |
| ۱۲۹۷۰۹ | 1998 SW157   | ۲۶ سپتامبر ۱۹۹۸ |
| ۱۲۹۷۱۰ | 1998 SX159   | ۲۶ سپتامبر ۱۹۹۸ |
| ۱۲۹۷۱۱ | 1998 SH168   | ۱۶ سپتامبر ۱۹۹۸ |
| ۱۲۹۷۱۲ | 1998 TH3     | ۱۴ اکتبر ۱۹۹۸   |
| ۱۲۹۷۱۳ | 1998 TR4     | ۱۳ اکتبر ۱۹۹۸   |
| ۱۲۹۷۱۴ | 1998 TE19    | ۱۴ اکتبر ۱۹۹۸   |
| ۱۲۹۷۱۵ | 1998 TW24    | ۱۴ اکتبر ۱۹۹۸   |
| ۱۲۹۷۱۶ | 1998 TA28    | ۱۵ اکتبر ۱۹۹۸   |
| ۱۲۹۷۱۷ | 1998 TT34    | ۱۴ اکتبر ۱۹۹۸   |
| ۱۲۹۷۱۸ | 1998 UR13    | ۲۳ اکتبر ۱۹۹۸   |
| ۱۲۹۷۱۹ | 1998 UG14    | ۲۳ اکتبر ۱۹۹۸   |
| ۱۲۹۷۲۰ | 1998 UZ30    | ۱۸ اکتبر ۱۹۹۸   |
| ۱۲۹۷۲۱ | 1998 VU2     | ۱۰ نوامبر ۱۹۹۸  |
| ۱۲۹۷۲۲ | 1998 VK19    | ۱۰ نوامبر ۱۹۹۸  |
| ۱۲۹۷۲۳ | 1998 VU19    | ۱۰ نوامبر ۱۹۹۸  |
| ۱۲۹۷۲۴ | 1998 VV33    | ۱۱ نوامبر ۱۹۹۸  |
| ۱۲۹۷۲۵ | 1998 VQ34    | ۱۴ نوامبر ۱۹۹۸  |
| ۱۲۹۷۲۶ | 1998 VP37    | ۱۰ نوامبر ۱۹۹۸  |
| ۱۲۹۷۲۷ | 1998 VX49    | ۱۱ نوامبر ۱۹۹۸  |
| ۱۲۹۷۲۸ | 1998 WT9     | ۱۶ نوامبر ۱۹۹۸  |
| ۱۲۹۷۲۹ | 1998 WB19    | ۲۱ نوامبر ۱۹۹۸  |
| ۱۲۹۷۳۰ | 1998 WF21    | ۱۸ نوامبر ۱۹۹۸  |
| ۱۲۹۷۳۱ | 1998 WC28    | ۱۸ نوامبر ۱۹۹۸  |
| ۱۲۹۷۳۲ | 1998 WP33    | ۲۳ نوامبر ۱۹۹۸  |
| ۱۲۹۷۳۳ | 1998 XM13    | ۱۵ دسامبر ۱۹۹۸  |
| ۱۲۹۷۳۴ | 1998 XY24    | ۱۲ دسامبر ۱۹۹۸  |
| ۱۲۹۷۳۴ | 1998 YU      | ۱۶ دسامبر ۱۹۹۸  |
| ۱۲۹۷۳۶ | 1998 YW21    | ۲۶ دسامبر ۱۹۹۸  |
| ۱۲۹۷۳۷ | 1999 AA9     | ۹ ژانویه ۱۹۹۹   |
| ۱۲۹۷۳۷ | 1999 BT      | ۱۶ ژانویه ۱۹۹۹  |
| ۱۲۹۷۳۹ | 1999 CA9     | ۱۲ فوریه ۱۹۹۹   |
| ۱۲۹۷۴۰ | 1999 CK34    | ۱۰ فوریه ۱۹۹۹   |
| ۱۲۹۷۴۱ | 1999 CT51    | ۱۰ فوریه ۱۹۹۹   |
| ۱۲۹۷۴۲ | 1999 CU65    | ۱۲ فوریه ۱۹۹۹   |
| ۱۲۹۷۴۳ | 1999 CF82    | ۱۵ فوریه ۱۹۹۹   |
| ۱۲۹۷۴۴ | 1999 CP108   | ۱۲ فوریه ۱۹۹۹   |
| ۱۲۹۷۴۵ | 1999 CX109   | ۱۲ فوریه ۱۹۹۹   |
| ۱۲۹۷۴۶ | 1999 CE119   | ۱۰ فوریه ۱۹۹۹   |
| ۱۲۹۷۴۷ | 1999 CZ133   | ۷ فوریه ۱۹۹۹    |
| ۱۲۹۷۴۸ | 1999 CB136   | ۸ فوریه ۱۹۹۹    |
| ۱۲۹۷۴۹ | 1999 CJ137   | ۹ فوریه ۱۹۹۹    |
| ۱۲۹۷۵۰ | 1999 CA143   | ۱۲ فوریه ۱۹۹۹   |
| ۱۲۹۷۵۱ | 1999 CP145   | ۸ فوریه ۱۹۹۹    |
| ۱۲۹۷۵۲ | 1999 CX146   | ۹ فوریه ۱۹۹۹    |
| ۱۲۹۷۵۳ | 1999 DG3     | ۲۱ فوریه ۱۹۹۹   |
| ۱۲۹۷۵۳ | 1999 EE      | ۹ مارس ۱۹۹۹     |
| ۱۲۹۷۵۵ | 1999 EK8     | ۱۴ مارس ۱۹۹۹    |
| ۱۲۹۷۵۶ | 1999 EG13    | ۹ مارس ۱۹۹۹     |
| ۱۲۹۷۵۷ | 1999 FX3     | ۱۶ مارس ۱۹۹۹    |
| ۱۲۹۷۵۸ | 1999 FG44    | ۲۰ مارس ۱۹۹۹    |
| ۱۲۹۷۵۹ | 1999 FU60    | ۲۲ مارس ۱۹۹۹    |
| ۱۲۹۷۶۰ | 1999 GO2     | ۵ آوریل ۱۹۹۹    |
| ۱۲۹۷۶۱ | 1999 GL6     | ۱۴ آوریل ۱۹۹۹   |
| ۱۲۹۷۶۲ | 1999 GZ10    | ۱۱ آوریل ۱۹۹۹   |
| ۱۲۹۷۶۳ | 1999 GD11    | ۱۱ آوریل ۱۹۹۹   |
| ۱۲۹۷۶۴ | 1999 GK25    | ۶ آوریل ۱۹۹۹    |
| ۱۲۹۷۶۵ | 1999 GG36    | ۷ آوریل ۱۹۹۹    |
| ۱۲۹۷۶۶ | 1999 GC43    | ۱۲ آوریل ۱۹۹۹   |
| ۱۲۹۷۶۷ | 1999 GT53    | ۱۱ آوریل ۱۹۹۹   |
| ۱۲۹۷۶۸ | 1999 GG61    | ۱۵ آوریل ۱۹۹۹   |
| ۱۲۹۷۶۸ | 1999 HN      | ۱۷ آوریل ۱۹۹۹   |
| ۱۲۹۷۶۸ | 1999 HV      | ۱۸ آوریل ۱۹۹۹   |
| ۱۲۹۷۷۱ | 1999 HQ1     | ۱۷ آوریل ۱۹۹۹   |
| ۱۲۹۷۷۲ | 1999 HR11    | ۱۷ آوریل ۱۹۹۹   |
| ۱۲۹۷۷۳ | 1999 JJ1     | ۸ مه ۱۹۹۹       |
| ۱۲۹۷۷۴ | 1999 JM5     | ۱۰ مه ۱۹۹۹      |
| ۱۲۹۷۷۵ | 1999 JU11    | ۱۲ مه ۱۹۹۹      |
| ۱۲۹۷۷۶ | 1999 JL13    | ۱۰ مه ۱۹۹۹      |
| ۱۲۹۷۷۷ | 1999 JO23    | ۱۰ مه ۱۹۹۹      |
| ۱۲۹۷۷۸ | 1999 JY35    | ۱۰ مه ۱۹۹۹      |
| ۱۲۹۷۷۹ | 1999 JV38    | ۱۰ مه ۱۹۹۹      |
| ۱۲۹۷۸۰ | 1999 JJ42    | ۱۰ مه ۱۹۹۹      |
| ۱۲۹۷۸۱ | 1999 JK46    | ۱۰ مه ۱۹۹۹      |
| ۱۲۹۷۸۲ | 1999 JJ53    | ۱۰ مه ۱۹۹۹      |
| ۱۲۹۷۸۳ | 1999 JG55    | ۱۰ مه ۱۹۹۹      |
| ۱۲۹۷۸۴ | 1999 JB57    | ۱۰ مه ۱۹۹۹      |
| ۱۲۹۷۸۵ | 1999 JF64    | ۱۰ مه ۱۹۹۹      |
| ۱۲۹۷۸۶ | 1999 JU64    | ۱۰ مه ۱۹۹۹      |
| ۱۲۹۷۸۷ | 1999 JZ71    | ۱۲ مه ۱۹۹۹      |
| ۱۲۹۷۸۸ | 1999 JV73    | ۱۲ مه ۱۹۹۹      |
| ۱۲۹۷۸۹ | 1999 JT85    | ۱۰ مه ۱۹۹۹      |
| ۱۲۹۷۹۰ | 1999 JN108   | ۱۳ مه ۱۹۹۹      |
| ۱۲۹۷۹۱ | 1999 JC109   | ۱۳ مه ۱۹۹۹      |
| ۱۲۹۷۹۲ | 1999 JR110   | ۱۳ مه ۱۹۹۹      |
| ۱۲۹۷۹۳ | 1999 JH111   | ۱۳ مه ۱۹۹۹      |
| ۱۲۹۷۹۴ | 1999 JT116   | ۱۳ مه ۱۹۹۹      |
| ۱۲۹۷۹۵ | 1999 JP118   | ۱۳ مه ۱۹۹۹      |
| ۱۲۹۷۹۶ | 1999 JE121   | ۱۳ مه ۱۹۹۹      |
| ۱۲۹۷۹۷ | 1999 JW123   | ۱۴ مه ۱۹۹۹      |
| ۱۲۹۷۹۸ | 1999 JL129   | ۱۲ مه ۱۹۹۹      |
| ۱۲۹۷۹۹ | 1999 JT130   | ۱۳ مه ۱۹۹۹      |
| ۱۲۹۸۰۰ | 1999 JS131   | ۱۳ مه ۱۹۹۹      |
| ۱۲۹۸۰۱ | 1999 KB1     | ۱۷ مه ۱۹۹۹      |
| ۱۲۹۸۰۲ | 1999 KP5     | ۱۶ مه ۱۹۹۹      |
| ۱۲۹۸۰۳ | 1999 KF9     | ۱۸ مه ۱۹۹۹      |
| ۱۲۹۸۰۴ | 1999 KG10    | ۱۸ مه ۱۹۹۹      |
| ۱۲۹۸۰۵ | 1999 KR10    | ۱۸ مه ۱۹۹۹      |
| ۱۲۹۸۰۶ | 1999 KL11    | ۱۸ مه ۱۹۹۹      |
| ۱۲۹۸۰۷ | 1999 KV17    | ۱۷ مه ۱۹۹۹      |
| ۱۲۹۸۰۸ | 1999 KF18    | ۱۷ مه ۱۹۹۹      |
| ۱۲۹۸۰۹ | 1999 LO20    | ۹ ژوئن ۱۹۹۹     |
| ۱۲۹۸۱۰ | 1999 LD26    | ۹ ژوئن ۱۹۹۹     |
| ۱۲۹۸۱۱ | 1999 LY33    | ۱۱ ژوئن ۱۹۹۹    |
| ۱۲۹۸۱۲ | 1999 MA1     | ۲۳ ژوئن ۱۹۹۹    |
| ۱۲۹۸۱۲ | 1999 NJ      | ۶ ژوئیه ۱۹۹۹    |
| ۱۲۹۸۱۴ | 1999 NU5     | ۱۳ ژوئیه ۱۹۹۹   |
| ۱۲۹۸۱۵ | 1999 NV5     | ۱۳ ژوئیه ۱۹۹۹   |
| ۱۲۹۸۱۶ | 1999 NC23    | ۱۴ ژوئیه ۱۹۹۹   |
| ۱۲۹۸۱۷ | 1999 NE25    | ۱۴ ژوئیه ۱۹۹۹   |
| ۱۲۹۸۱۸ | 1999 NE28    | ۱۴ ژوئیه ۱۹۹۹   |
| ۱۲۹۸۱۹ | 1999 NN30    | ۱۴ ژوئیه ۱۹۹۹   |
| ۱۲۹۸۲۰ | 1999 NQ51    | ۱۲ ژوئیه ۱۹۹۹   |
| ۱۲۹۸۲۱ | 1999 ND53    | ۱۲ ژوئیه ۱۹۹۹   |
| ۱۲۹۸۲۲ | 1999 NV53    | ۱۲ ژوئیه ۱۹۹۹   |
| ۱۲۹۸۲۳ | 1999 NJ55    | ۱۲ ژوئیه ۱۹۹۹   |
| ۱۲۹۸۲۴ | 1999 NT55    | ۱۲ ژوئیه ۱۹۹۹   |
| ۱۲۹۸۲۵ | 1999 NA56    | ۱۲ ژوئیه ۱۹۹۹   |
| ۱۲۹۸۲۶ | 1999 NM56    | ۱۲ ژوئیه ۱۹۹۹   |
| ۱۲۹۸۲۷ | 1999 NQ56    | ۱۲ ژوئیه ۱۹۹۹   |
| ۱۲۹۸۲۸ | 1999 PZ3     | ۱۳ اوت ۱۹۹۹     |
| ۱۲۹۸۲۸ | 1999 RP      | ۳ سپتامبر ۱۹۹۹  |
| ۱۲۹۸۳۰ | 1999 RQ3     | ۴ سپتامبر ۱۹۹۹  |
| ۱۲۹۸۳۱ | 1999 RQ7     | ۳ سپتامبر ۱۹۹۹  |
| ۱۲۹۸۳۲ | 1999 RC8     | ۴ سپتامبر ۱۹۹۹  |
| ۱۲۹۸۳۳ | 1999 RC11    | ۷ سپتامبر ۱۹۹۹  |
| ۱۲۹۸۳۴ | 1999 RV13    | ۷ سپتامبر ۱۹۹۹  |
| ۱۲۹۸۳۵ | 1999 RW13    | ۷ سپتامبر ۱۹۹۹  |
| ۱۲۹۸۳۶ | 1999 RL16    | ۷ سپتامبر ۱۹۹۹  |
| ۱۲۹۸۳۷ | 1999 RR16    | ۷ سپتامبر ۱۹۹۹  |
| ۱۲۹۸۳۸ | 1999 RS20    | ۷ سپتامبر ۱۹۹۹  |
| ۱۲۹۸۳۹ | 1999 RH21    | ۷ سپتامبر ۱۹۹۹  |
| ۱۲۹۸۴۰ | 1999 RU21    | ۷ سپتامبر ۱۹۹۹  |
| ۱۲۹۸۴۱ | 1999 RG25    | ۷ سپتامبر ۱۹۹۹  |
| ۱۲۹۸۴۲ | 1999 RT25    | ۷ سپتامبر ۱۹۹۹  |
| ۱۲۹۸۴۳ | 1999 RY25    | ۷ سپتامبر ۱۹۹۹  |
| ۱۲۹۸۴۴ | 1999 RC26    | ۷ سپتامبر ۱۹۹۹  |
| ۱۲۹۸۴۵ | 1999 RG27    | ۷ سپتامبر ۱۹۹۹  |
| ۱۲۹۸۴۶ | 1999 RO29    | ۸ سپتامبر ۱۹۹۹  |
| ۱۲۹۸۴۷ | 1999 RH40    | ۱۳ سپتامبر ۱۹۹۹ |
| ۱۲۹۸۴۸ | 1999 RY48    | ۷ سپتامبر ۱۹۹۹  |
| ۱۲۹۸۴۹ | 1999 RX55    | ۷ سپتامبر ۱۹۹۹  |
| ۱۲۹۸۵۰ | 1999 RW63    | ۷ سپتامبر ۱۹۹۹  |
| ۱۲۹۸۵۱ | 1999 RV65    | ۷ سپتامبر ۱۹۹۹  |
| ۱۲۹۸۵۲ | 1999 RN91    | ۷ سپتامبر ۱۹۹۹  |
| ۱۲۹۸۵۳ | 1999 RJ94    | ۷ سپتامبر ۱۹۹۹  |
| ۱۲۹۸۵۴ | 1999 RT94    | ۷ سپتامبر ۱۹۹۹  |
| ۱۲۹۸۵۵ | 1999 RX96    | ۷ سپتامبر ۱۹۹۹  |
| ۱۲۹۸۵۶ | 1999 RX101   | ۸ سپتامبر ۱۹۹۹  |
| ۱۲۹۸۵۷ | 1999 RR107   | ۸ سپتامبر ۱۹۹۹  |
| ۱۲۹۸۵۸ | 1999 RW113   | ۹ سپتامبر ۱۹۹۹  |
| ۱۲۹۸۵۹ | 1999 RV115   | ۹ سپتامبر ۱۹۹۹  |
| ۱۲۹۸۶۰ | 1999 RJ139   | ۹ سپتامبر ۱۹۹۹  |
| ۱۲۹۸۶۱ | 1999 RM142   | ۹ سپتامبر ۱۹۹۹  |
| ۱۲۹۸۶۲ | 1999 RN155   | ۹ سپتامبر ۱۹۹۹  |
| ۱۲۹۸۶۳ | 1999 RJ157   | ۹ سپتامبر ۱۹۹۹  |
| ۱۲۹۸۶۴ | 1999 RJ161   | ۹ سپتامبر ۱۹۹۹  |
| ۱۲۹۸۶۵ | 1999 RA170   | ۹ سپتامبر ۱۹۹۹  |
| ۱۲۹۸۶۶ | 1999 RQ171   | ۹ سپتامبر ۱۹۹۹  |
| ۱۲۹۸۶۷ | 1999 RU173   | ۹ سپتامبر ۱۹۹۹  |
| ۱۲۹۸۶۸ | 1999 RC187   | ۹ سپتامبر ۱۹۹۹  |
| ۱۲۹۸۶۹ | 1999 RJ198   | ۹ سپتامبر ۱۹۹۹  |
| ۱۲۹۸۷۰ | 1999 RF200   | ۸ سپتامبر ۱۹۹۹  |
| ۱۲۹۸۷۱ | 1999 RH203   | ۸ سپتامبر ۱۹۹۹  |
| ۱۲۹۸۷۲ | 1999 RW212   | ۸ سپتامبر ۱۹۹۹  |
| ۱۲۹۸۷۳ | 1999 RH214   | ۱۵ سپتامبر ۱۹۹۹ |
| ۱۲۹۸۷۴ | 1999 RN219   | ۶ سپتامبر ۱۹۹۹  |
| ۱۲۹۸۷۵ | 1999 RZ248   | ۷ سپتامبر ۱۹۹۹  |
| ۱۲۹۸۷۶ | 1999 RA254   | ۴ سپتامبر ۱۹۹۹  |
| ۱۲۹۸۷۷ | 1999 SP2     | ۲۲ سپتامبر ۱۹۹۹ |
| ۱۲۹۸۷۸ | 1999 SQ2     | ۲۱ سپتامبر ۱۹۹۹ |
| ۱۲۹۸۷۹ | 1999 SV4     | ۲۹ سپتامبر ۱۹۹۹ |
| ۱۲۹۸۸۰ | 1999 SX4     | ۲۸ سپتامبر ۱۹۹۹ |
| ۱۲۹۸۸۱ | 1999 SK16    | ۲۹ سپتامبر ۱۹۹۹ |
| ۱۲۹۸۸۱ | 1999 TO      | ۱ اکتبر ۱۹۹۹    |
| ۱۲۹۸۸۳ | 1999 TO2     | ۲ اکتبر ۱۹۹۹    |
| ۱۲۹۸۸۴ | 1999 TB4     | ۲ اکتبر ۱۹۹۹    |
| ۱۲۹۸۸۵ | 1999 TW7     | ۲ اکتبر ۱۹۹۹    |
| ۱۲۹۸۸۶ | 1999 TA9     | ۷ اکتبر ۱۹۹۹    |
| ۱۲۹۸۸۷ | 1999 TT17    | ۱۵ اکتبر ۱۹۹۹   |
| ۱۲۹۸۸۸ | 1999 TF21    | ۳ اکتبر ۱۹۹۹    |
| ۱۲۹۸۸۹ | 1999 TH25    | ۳ اکتبر ۱۹۹۹    |
| ۱۲۹۸۹۰ | 1999 TE29    | ۴ اکتبر ۱۹۹۹    |
| ۱۲۹۸۹۱ | 1999 TO29    | ۴ اکتبر ۱۹۹۹    |
| ۱۲۹۸۹۲ | 1999 TS34    | ۲ اکتبر ۱۹۹۹    |
| ۱۲۹۸۹۳ | 1999 TW34    | ۳ اکتبر ۱۹۹۹    |
| ۱۲۹۸۹۴ | 1999 TK35    | ۴ اکتبر ۱۹۹۹    |
| ۱۲۹۸۹۵ | 1999 TM35    | ۴ اکتبر ۱۹۹۹    |
| ۱۲۹۸۹۶ | 1999 TP35    | ۴ اکتبر ۱۹۹۹    |
| ۱۲۹۸۹۷ | 1999 TV35    | ۶ اکتبر ۱۹۹۹    |
| ۱۲۹۸۹۸ | 1999 TP39    | ۳ اکتبر ۱۹۹۹    |
| ۱۲۹۸۹۹ | 1999 TC41    | ۲ اکتبر ۱۹۹۹    |
| ۱۲۹۹۰۰ | 1999 TE44    | ۳ اکتبر ۱۹۹۹    |
| ۱۲۹۹۰۱ | 1999 TM53    | ۶ اکتبر ۱۹۹۹    |
| ۱۲۹۹۰۲ | 1999 TO61    | ۷ اکتبر ۱۹۹۹    |
| ۱۲۹۹۰۳ | 1999 TO64    | ۸ اکتبر ۱۹۹۹    |
| ۱۲۹۹۰۴ | 1999 TF69    | ۹ اکتبر ۱۹۹۹    |
| ۱۲۹۹۰۵ | 1999 TV69    | ۹ اکتبر ۱۹۹۹    |
| ۱۲۹۹۰۶ | 1999 TF78    | ۱۱ اکتبر ۱۹۹۹   |
| ۱۲۹۹۰۷ | 1999 TN78    | ۱۱ اکتبر ۱۹۹۹   |
| ۱۲۹۹۰۸ | 1999 TN89    | ۲ اکتبر ۱۹۹۹    |
| ۱۲۹۹۰۹ | 1999 TH97    | ۲ اکتبر ۱۹۹۹    |
| ۱۲۹۹۱۰ | 1999 TO97    | ۲ اکتبر ۱۹۹۹    |
| ۱۲۹۹۱۱ | 1999 TH99    | ۲ اکتبر ۱۹۹۹    |
| ۱۲۹۹۱۲ | 1999 TK99    | ۲ اکتبر ۱۹۹۹    |
| ۱۲۹۹۱۳ | 1999 TW99    | ۲ اکتبر ۱۹۹۹    |
| ۱۲۹۹۱۴ | 1999 TR101   | ۲ اکتبر ۱۹۹۹    |
| ۱۲۹۹۱۵ | 1999 TA107   | ۴ اکتبر ۱۹۹۹    |
| ۱۲۹۹۱۶ | 1999 TJ108   | ۴ اکتبر ۱۹۹۹    |
| ۱۲۹۹۱۷ | 1999 TH114   | ۴ اکتبر ۱۹۹۹    |
| ۱۲۹۹۱۸ | 1999 TP115   | ۴ اکتبر ۱۹۹۹    |
| ۱۲۹۹۱۹ | 1999 TJ116   | ۴ اکتبر ۱۹۹۹    |
| ۱۲۹۹۲۰ | 1999 TY119   | ۴ اکتبر ۱۹۹۹    |
| ۱۲۹۹۲۱ | 1999 TF123   | ۴ اکتبر ۱۹۹۹    |
| ۱۲۹۹۲۲ | 1999 TD124   | ۴ اکتبر ۱۹۹۹    |
| ۱۲۹۹۲۳ | 1999 TJ126   | ۴ اکتبر ۱۹۹۹    |
| ۱۲۹۹۲۴ | 1999 TK127   | ۴ اکتبر ۱۹۹۹    |
| ۱۲۹۹۲۵ | 1999 TM127   | ۱۵ اکتبر ۱۹۹۹   |
| ۱۲۹۹۲۶ | 1999 TO127   | ۴ اکتبر ۱۹۹۹    |
| ۱۲۹۹۲۷ | 1999 TU127   | ۴ اکتبر ۱۹۹۹    |
| ۱۲۹۹۲۸ | 1999 TN131   | ۶ اکتبر ۱۹۹۹    |
| ۱۲۹۹۲۹ | 1999 TV141   | ۱۵ اکتبر ۱۹۹۹   |
| ۱۲۹۹۳۰ | 1999 TX141   | ۷ اکتبر ۱۹۹۹    |
| ۱۲۹۹۳۱ | 1999 TV144   | ۷ اکتبر ۱۹۹۹    |
| ۱۲۹۹۳۲ | 1999 TB148   | ۷ اکتبر ۱۹۹۹    |
| ۱۲۹۹۳۳ | 1999 TE149   | ۷ اکتبر ۱۹۹۹    |
| ۱۲۹۹۳۴ | 1999 TA151   | ۷ اکتبر ۱۹۹۹    |
| ۱۲۹۹۳۵ | 1999 TJ153   | ۷ اکتبر ۱۹۹۹    |
| ۱۲۹۹۳۶ | 1999 TY153   | ۷ اکتبر ۱۹۹۹    |
| ۱۲۹۹۳۷ | 1999 TH156   | ۷ اکتبر ۱۹۹۹    |
| ۱۲۹۹۳۸ | 1999 TA163   | ۹ اکتبر ۱۹۹۹    |
| ۱۲۹۹۳۹ | 1999 TH163   | ۹ اکتبر ۱۹۹۹    |
| ۱۲۹۹۴۰ | 1999 TS166   | ۱۰ اکتبر ۱۹۹۹   |
| ۱۲۹۹۴۱ | 1999 TB170   | ۱۰ اکتبر ۱۹۹۹   |
| ۱۲۹۹۴۲ | 1999 TX171   | ۱۰ اکتبر ۱۹۹۹   |
| ۱۲۹۹۴۳ | 1999 TK174   | ۱۰ اکتبر ۱۹۹۹   |
| ۱۲۹۹۴۴ | 1999 TC182   | ۱۱ اکتبر ۱۹۹۹   |
| ۱۲۹۹۴۵ | 1999 TS184   | ۱۲ اکتبر ۱۹۹۹   |
| ۱۲۹۹۴۶ | 1999 TQ191   | ۱۲ اکتبر ۱۹۹۹   |
| ۱۲۹۹۴۷ | 1999 TB195   | ۱۲ اکتبر ۱۹۹۹   |
| ۱۲۹۹۴۸ | 1999 TL212   | ۱۵ اکتبر ۱۹۹۹   |
| ۱۲۹۹۴۹ | 1999 TG213   | ۱۵ اکتبر ۱۹۹۹   |
| ۱۲۹۹۵۰ | 1999 TH214   | ۱۵ اکتبر ۱۹۹۹   |
| ۱۲۹۹۵۱ | 1999 TV219   | ۱ اکتبر ۱۹۹۹    |
| ۱۲۹۹۵۲ | 1999 TW220   | ۱ اکتبر ۱۹۹۹    |
| ۱۲۹۹۵۳ | 1999 TE225   | ۲ اکتبر ۱۹۹۹    |
| ۱۲۹۹۵۴ | 1999 TA236   | ۳ اکتبر ۱۹۹۹    |
| ۱۲۹۹۵۵ | 1999 TY248   | ۸ اکتبر ۱۹۹۹    |
| ۱۲۹۹۵۶ | 1999 TT255   | ۹ اکتبر ۱۹۹۹    |
| ۱۲۹۹۵۷ | 1999 TQ262   | ۱۵ اکتبر ۱۹۹۹   |
| ۱۲۹۹۵۸ | 1999 TV265   | ۳ اکتبر ۱۹۹۹    |
| ۱۲۹۹۵۹ | 1999 TW272   | ۳ اکتبر ۱۹۹۹    |
| ۱۲۹۹۶۰ | 1999 TP276   | ۶ اکتبر ۱۹۹۹    |
| ۱۲۹۹۶۱ | 1999 TP288   | ۱۰ اکتبر ۱۹۹۹   |
| ۱۲۹۹۶۲ | 1999 TY294   | ۱ اکتبر ۱۹۹۹    |
| ۱۲۹۹۶۳ | 1999 TZ296   | ۲ اکتبر ۱۹۹۹    |
| ۱۲۹۹۶۴ | 1999 TY314   | ۸ اکتبر ۱۹۹۹    |
| ۱۲۹۹۶۵ | 1999 UZ4     | ۲۹ اکتبر ۱۹۹۹   |
| ۱۲۹۹۶۶ | 1999 UU5     | ۲۹ اکتبر ۱۹۹۹   |
| ۱۲۹۹۶۷ | 1999 UL10    | ۳۱ اکتبر ۱۹۹۹   |
| ۱۲۹۹۶۸ | 1999 UA15    | ۲۹ اکتبر ۱۹۹۹   |
| ۱۲۹۹۶۹ | 1999 UV16    | ۲۹ اکتبر ۱۹۹۹   |
| ۱۲۹۹۷۰ | 1999 UH19    | ۳۰ اکتبر ۱۹۹۹   |
| ۱۲۹۹۷۱ | 1999 UM22    | ۳۱ اکتبر ۱۹۹۹   |
| ۱۲۹۹۷۲ | 1999 UF23    | ۳۱ اکتبر ۱۹۹۹   |
| ۱۲۹۹۷۳ | 1999 UW25    | ۳۰ اکتبر ۱۹۹۹   |
| ۱۲۹۹۷۴ | 1999 US33    | ۳۱ اکتبر ۱۹۹۹   |
| ۱۲۹۹۷۵ | 1999 UA36    | ۳۱ اکتبر ۱۹۹۹   |
| ۱۲۹۹۷۶ | 1999 UJ36    | ۱۶ اکتبر ۱۹۹۹   |
| ۱۲۹۹۷۷ | 1999 UK36    | ۱۶ اکتبر ۱۹۹۹   |
| ۱۲۹۹۷۸ | 1999 UC39    | ۲۹ اکتبر ۱۹۹۹   |
| ۱۲۹۹۷۹ | 1999 UF40    | ۱۶ اکتبر ۱۹۹۹   |
| ۱۲۹۹۸۰ | 1999 UN42    | ۲۸ اکتبر ۱۹۹۹   |
| ۱۲۹۹۸۱ | 1999 UZ44    | ۳۰ اکتبر ۱۹۹۹   |
| ۱۲۹۹۸۲ | 1999 UJ45    | ۳۱ اکتبر ۱۹۹۹   |
| ۱۲۹۹۸۳ | 1999 UR48    | ۳۰ اکتبر ۱۹۹۹   |
| ۱۲۹۹۸۴ | 1999 UC51    | ۳۱ اکتبر ۱۹۹۹   |
| ۱۲۹۹۸۵ | 1999 UP51    | ۳۱ اکتبر ۱۹۹۹   |
| ۱۲۹۹۸۶ | 1999 UP53    | ۱۹ اکتبر ۱۹۹۹   |
| ۱۲۹۹۸۷ | 1999 UL62    | ۳۱ اکتبر ۱۹۹۹   |
| ۱۲۹۹۸۸ | 1999 VH4     | ۱ نوامبر ۱۹۹۹   |
| ۱۲۹۹۸۹ | 1999 VS5     | ۵ نوامبر ۱۹۹۹   |
| ۱۲۹۹۹۰ | 1999 VW13    | ۲ نوامبر ۱۹۹۹   |
| ۱۲۹۹۹۱ | 1999 VL14    | ۲ نوامبر ۱۹۹۹   |
| ۱۲۹۹۹۲ | 1999 VQ16    | ۲ نوامبر ۱۹۹۹   |
| ۱۲۹۹۹۳ | 1999 VN18    | ۲ نوامبر ۱۹۹۹   |
| ۱۲۹۹۹۴ | 1999 VQ18    | ۲ نوامبر ۱۹۹۹   |
| ۱۲۹۹۹۵ | 1999 VA20    | ۱۰ نوامبر ۱۹۹۹  |
| ۱۲۹۹۹۶ | 1999 VF25    | ۱۳ نوامبر ۱۹۹۹  |
| ۱۲۹۹۹۷ | 1999 VH28    | ۳ نوامبر ۱۹۹۹   |
| ۱۲۹۹۹۸ | 1999 VA31    | ۳ نوامبر ۱۹۹۹   |
| ۱۲۹۹۹۹ | 1999 VM33    | ۳ نوامبر ۱۹۹۹   |
| ۱۳۰۰۰۰ | 1999 VX33    | ۳ نوامبر ۱۹۹۹   |